# Croate
Pour le musicien expérimental surnommé Hrvatski, voir Keith Fullerton Whitman.
Cet article concerne la langue croate. Pour le peuple croate, voir Croates.
Croate (en croate : hrvatski) désigne officiellement l’une des variétés standard des langues slaves méridionales et plus précisément de la langue serbo-croate, utilisée en Croatie et dans les pays voisins par les Croates. La langue serbo-croate est aussi désignée en linguistique « diasystème slave du centre-sud », štokavski jezik soit « langue chtokavienne », standardni novoštokavski soit « néochtokavien standard » ou encore « BCMS » pour « bosnien-croate-monténégrin-serbe », ses quatre dénominations officielles respectivement en Bosnie-Herzégovine, Croatie, Monténégro et Serbie.
Du point de vue de la sociolinguistique, le serbo-croate est une langue standardisée pluricentrique commune aux Serbes, aux Croates, aux Bosniaques et aux Monténégrins, ayant pour base son dialecte « chtokavien », ses autres appellations officielles et formes standard étant le serbe, le bosnien et le monténégrin.
La standardisation du croate actuel fut commencée dans la première moitié du XIXe siècle dans le cadre du mouvement austroslaviste, par un groupe de lettrés réuni autour de Ljudevit Gaj, en coordination partielle avec des lettrés serbes, dont Vuk Stefanović Karadžić, qui de leur côté œuvraient à la standardisation du chtokavien de Serbie. Il en a résulté un standard peu différent entre le croate et le serbe, notamment par l’alphabet latin réformé par Ljudevit Gaj et son orthographe pratiquement phonémique. Cet alphabet est aussi une translittération de l’alphabet cyrillique proposée par Karadžić, et il fut adopté ultérieurement par le standard serbe à côté du cyrillique. Après la dislocation de la Yougoslavie en 1991-96, la Croatie indépendante a officiellement adopté le standard de Ljudevit Gaj avec l’appellation « langue croate », mais en s’attachant désormais à favoriser les différences par rapport aux standards serbe et monténégrin, ce dont s’occupe l’Institut de la langue croate et de la linguistique.

## Répartition géographique et statut

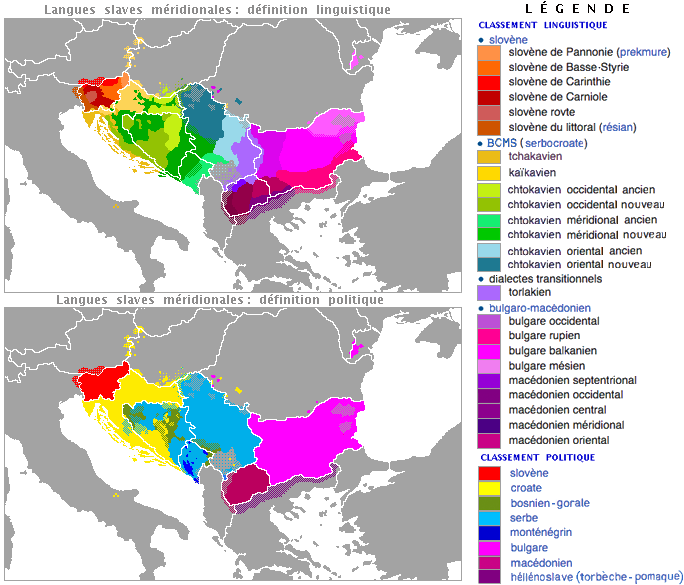
Place du croate (tchakavien, kaïkavien et chtokavien occidental) parmi les langues slaves méridionales, selon les deux définitions sociolinguistique (haut) et politique (bas).

Le nombre total des Croates est estimé à environ six millions. Si au sujet de ceux de Croatie et des autres républiques ex-yougoslaves on peut affirmer qu’ils parlent croate, on ne peut pas dire combien de ceux des pays limitrophes ou plus ou moins lointains le connaissent, à moins que les statistiques disponibles ne le précisent. Le croate est également parlé par des minorités croates dans les pays voisins ou proches, où ils vivent depuis l’époque de l’empire d'Autriche et/ou de l’ex-Yougoslavie, ainsi que dans l’émigration :
| Pays               | Nombre de personnes                        | Statut des personnes                     | Année |
| ------------------ | ------------------------------------------ | ---------------------------------------- | ----- |
| Croatie            | 4 096 305                                  | de langue maternelle croate              | 2011  |
| Croatie            | 3 059                                      | de langue maternelle croato-serbe        | 2011  |
| Bosnie-Herzégovine | 3 861 912 (15,4 % de la population totale) | d’ethnie croate                          | 2016  |
| Bosnie-Herzégovine | 14,6 % de la population                    | de langue maternelle croate              | 2016  |
| Chili              | 380 000                                    | d’origine croate                         |       |
| Argentine          | 250 000, dont 8 000 nées en Croatie        | d’origine croate                         |       |
| Allemagne          | 219 541                                    | citoyens de la Croatie                   | 2011  |
| Autriche           | 131 000                                    | locuteurs de croate du Burgenland        | 2003  |
| Autriche           | 44 489                                     | nées en Croatie                          | 2015  |
| Suisse             | 100 000                                    | d’origine croate                         | 1996  |
| Australie          | 61 548                                     | parlant croate à la maison               | 2011  |
| États-Unis         | 53 040                                     | parlant croate à la maison               | 2013  |
| Canada             | 52 330                                     | de langue maternelle croate              | 2011  |
| Brésil             | 50 000, dont 15 000 nées en Croatie        | d’origine croate                         |       |
| Slovénie           | 35 642                                     | d’ethnie croate                          | 2002  |
| Serbie             | 19 223                                     | de langue maternelle croate              | 2011  |
| Hongrie            | 16 053                                     | parlant croate en famille, avec les amis | 2011  |
| Italie             | 17 472                                     | citoyens de la Croatie                   | 2019  |
| Italie             | 1 000                                      | locuteurs de croate de Molise            | 2012  |
| Pérou              | 6 800, dont 800 nées en Croatie            | d’origine croate                         |       |
| Suède              | 6 221                                      | citoyens de la Croatie                   | 2016  |
| Monténégro         | 6 021                                      | d’ethnie croate                          | 2011  |
| Roumanie           | 5 167                                      | de langue maternelle croate              | 2011  |
| Uruguay            | 5 000                                      | d’origine croate                         |       |
| Macédoine du Nord  | 2 686                                      | d’ethnie croate                          | 2002  |

Le croate est langue officielle en Croatie, en Bosnie-Herzégovine, au Monténégro, en Serbie, dans la province de Voïvodine, et à l’Union européenne.
Le croate a le statut de langue minoritaire en Autriche (Burgenland) et en Italie (Molise). En Roumanie, le croate peut être utilisé dans les rapports avec l’administration publique locale, dans les localités où ceux dont c’est la langue maternelle constituent plus de 20 % de la population. C’est le cas des localités Carașova et Lupac du județ de Caraș-Severin. La langue y est également enseignée, de l’école maternelle jusqu’au baccalauréat.

## Variétés régionales

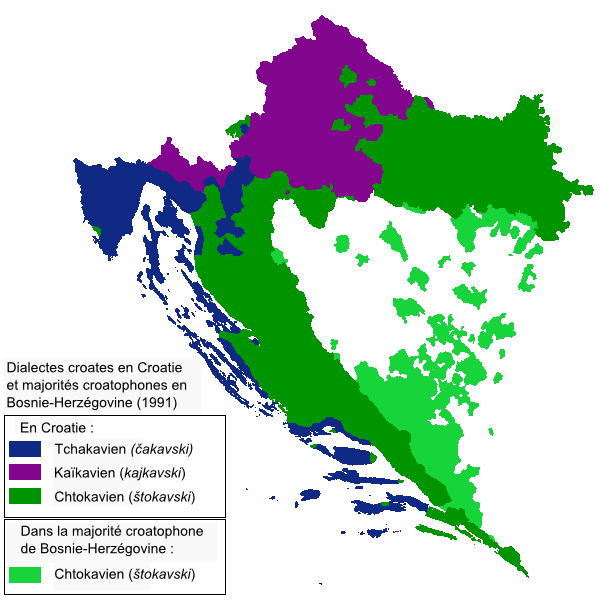
Répartition des dialectes du croate en Croatie et Bosnie-Herzégovine.

Les variétés régionales du croate sont considérées de deux points de vue : morphologique d’abord, phonologique ensuite.
1. En prenant pour distinction la forme du pronom interrogatif signifiant « quoi » (što, ča et kaj), on distingue trois dialectes :
- le chtokavien (štokavski), parlé dans la moitié de la Croatie : en Slavonie (Croatie du Nord-Est), en Zagora (Dalmatie continentale), à Dubrovnik et dans ses environs, en Herzégovine et en Bosnie centrale. C’est la base sur laquelle est fondé le croate standard actuel.
- le tchakavien (čakavski), parlé en Istrie, dans la région de Lika, sur la plupart des îles de l'Adriatique, sur le littoral au nord de la région de Dubrovnik, à l’intérieur des terres, principalement dans la vallée de la Gacka. Le tchakavien était la langue du Royaume croate des XIIe – XVIe siècles.
- le kaïkavien (kajkavski), parlé au Nord-Ouest et au centre-Ouest du pays (dans les régions Zagorje, Prigorje, Turopolje, Gorski Kotar, Međimurje, Podravina, Žumberak, Banija, Moslavina) et autour de Zagreb. Le kaïkavien était le dialecte prédominant en Croatie du XVIe siècle au XIXe siècle.

2. Une autre division, qui se superpose aux dialectes, est opérée à partir de la façon dont a évolué le son ĕ du vieux-slave, que l'on désigne du nom de « yat ». Selon ce critère, il y a trois variétés nommées izgovori « prononciations » :
- ikavienne (ikavski), dans laquelle « yat » a évolué en i, par exemple dans les mots čovik « homme » et rika « rivière », employée en Lika, en Dalmatie, en Slavonie, en Bosnie centrale, par des Tchakaviens sur le littoral et sur la plupart des îles, et par des Kaïkaviens (vallées de Kupa, Dobra, Sutla, etc.).
- ékavienne (ekavski), où « yat » a donné e : čovek, reka. Cette prononciation, qui n’est pas non plus standard, est surtout celle de Kaïkaviens et Tchakaviens du Nord-Est de l'Istrie.
- (i)jékavienne ((i)jekavski), dans laquelle « yat » est devenu je (prononcé « yé ») dans certains mots (čovjek) et ije (« iyé ») dans d’autres (rijeka). Cette prononciation est la seule admise par le croate standard.

## Histoire
Cette section présente brièvement l’histoire externe de la langue croate.

### Débuts

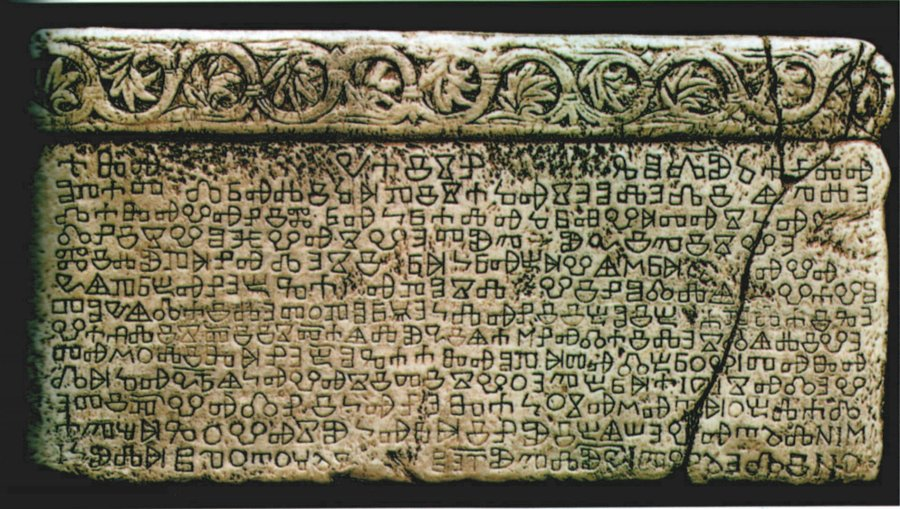
Stèle de Baška (un peu avant 1100).

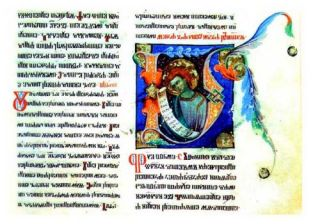
Missel du duc Novak (1368)

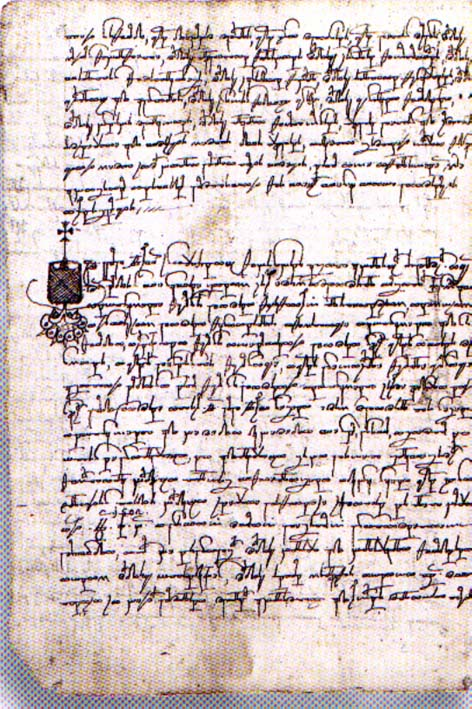
Vue sur le pays d'Istrie (1275).

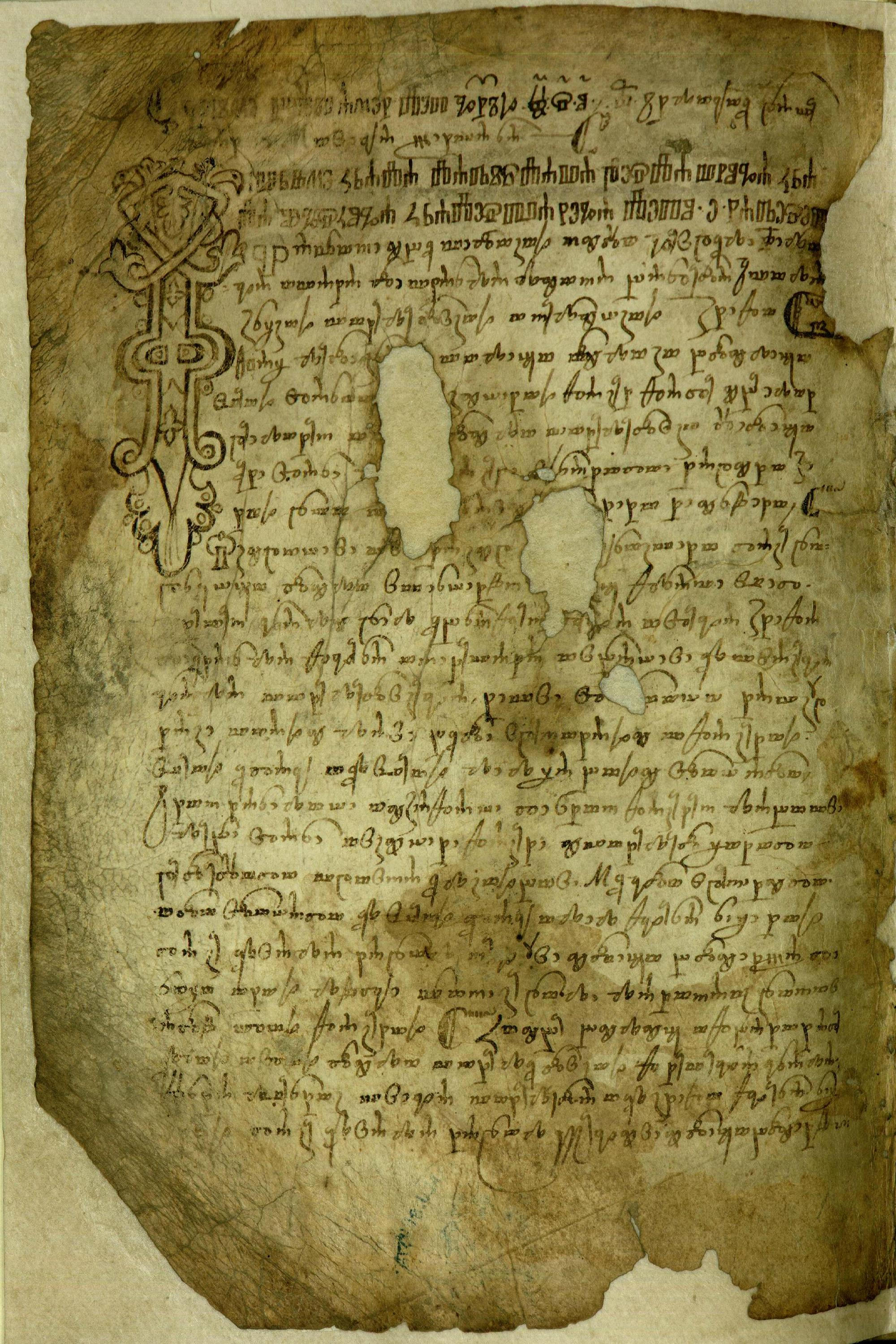
Codex de Vinodol (1288).

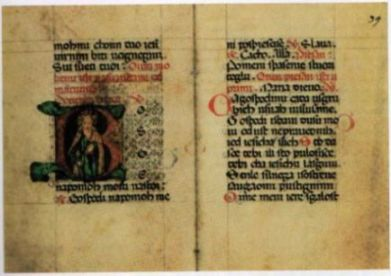
Missel croate du Vatican (1380-1400).

Les premiers textes rédigés par des Croates ont été écrits au IXe siècle en vieux-slave, avec l’alphabet glagolitique, mais ils ne se sont pas conservés. Les plus vieux textes glagolitiques croates conservés datent du XIe siècle, la plupart gravés dans la pierre, comme la stèle de Baška (île de Krk). C’est le premier texte en vieux-slave avec des éléments de la langue vernaculaire. Il est remarquable par ses dimensions et par l’importance du texte qui, pour la première fois, mentionne le peuple croate.
Au XIIe siècle on commence à utiliser l’alphabet cyrillique également. L’alphabet latin n’est employé qu’à partir du XIVe siècle, coexistant pendant quelque temps avec les deux premiers. L’utilisation du glagolitique dure jusqu’à la fin du XVe siècle, et pour certaines régions côtières jusqu’au début du XIXe siècle.
Jusqu’à la seconde moitié du XVe siècle, la littérature est écrite en slavon d'église croate. Sa période de gloire se situe aux XIVe – XVe siècles, étant illustrée par des œuvres telles le Missel du duc Novak (1368, région de Lika, au Nord-Ouest de la Croatie), et l’Évangéliaire de Reims (1395), rédigé en partie en glagolitique. D’autres livres de cette époque sont le Missel du duc Hrvoje (1404, de Split, en Dalmatie) et le premier missel imprimé (1483). Aussi les Croates étaient-ils les seuls catholiques d’Europe qui avaient l’autorisation de Rome de ne pas se servir du latin dans la liturgie, ni de l’alphabet latin.
Aux XIIe – XVe siècles, la langue slave du sud parlée sur le territoire de l’ancienne Yougoslavie se morcelle en de nombreux parlers, groupés dans les dialectes qui existent aujourd’hui encore.
- Le premier dialecte qui se distingue des autres est le tchakavien, dans lequel sont écrits les premiers textes croates laïques, avec des éléments de slavon, au XIIIe siècle : Vue sur le pays d’Istrie (1275) et le Codex de Vinodol (1288). Le premier dictionnaire croate, œuvre de Faust Vrančić (1595), est principalement celui du dialecte tchakavien.

Le dialecte chtokavien aussi est attesté d’abord avec des éléments slavons. Le premier écrit complet dans ce dialecte est le Missel croate du Vatican, transcrit à partir du dialecte tchakavien dans les années 1380-1400, à Dubrovnik, en Dalmatie. La littérature croate dans ce dialecte se développe d’abord en Dalmatie et en Slavonie.
Le dernier à entrer dans la littérature croate est le dialecte kaïkavien, en 1578, avec l’ouvrage Postil, d’Antun Vramec. Ce dialecte arrive à s’affirmer parce que les régions où il est parlé sont les seules à ne pas être tombées sous la domination de l’Empire ottoman. Il est utilisé jusqu’au début du XIXe siècle par de nombreux écrivains, dont les plus connus sont Blaž Đurđević, Andrija Jambrešić et Tituš Brezovački.

### Croate moderne et sa standardisation

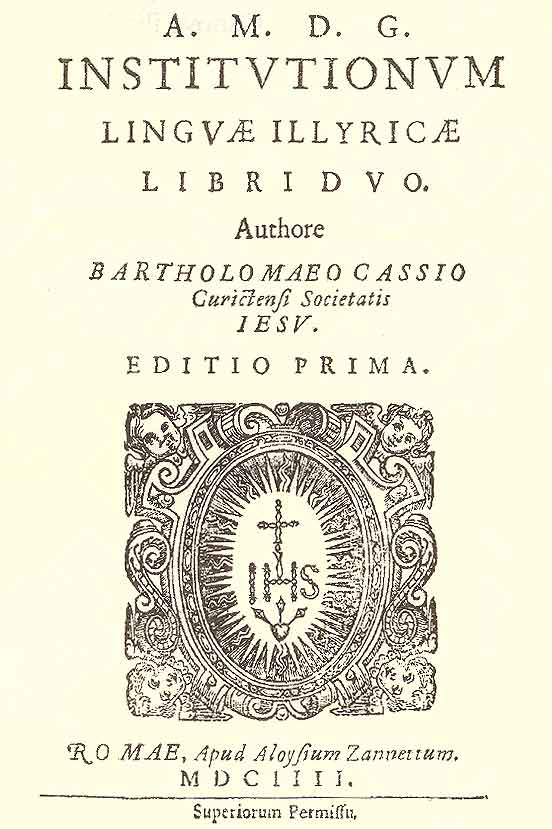
Grammaire Bartul Kašić (1604).

Le croate moderne, c’est-à-dire peu différent de celui du XXIe siècle, commence à s’imposer aux XIVe – XVe siècles. Sa première attestation importante est le Missel croate du Vatican.
Les premiers éléments de standardisation datent du XVIIe siècle, appelé aussi époque du Slavisme baroque, la standardisation étant reflétée par la littérature de cette époque. Ce qui contribue essentiellement à la formation du croate moderne est :
- l’activité du linguiste Bartul Kašić. Ce jésuite rédige la première grammaire du croate (Institutionum linguae illyricae libri duo, Rome, 1604), fondée principalement sur le dialecte chtokavien, mais avec de nombreux éléments tchakaviens. Le même Kašić traduit la Bible dans la variété (i)jékavienne du dialecte chtokavien. Un travail de Kašić qui a influencé encore plus le développement du croate littéraire est le Rituel romain (1640, plus de 400 pages), première traduction d’un livre de liturgie catholique dans une langue vivante.
- les travaux d’un autre jésuite, l’Italien Giacomo Micaglia (appelé en croate Jakov Mikalja). Il publie Thesaurus lingvae illyricae (Loreto, 1649 ; Ancône, 1651), un dictionnaire croate-italien-latin, basé essentiellement sur le même dialecte chtokavien à prononciation (i)jékavienne.
- les écrits du franciscain Matija Divković de Bosnie : récits inspirés de la Bible, sermons et écrits polémiques, dans l’esprit de la Contre-Réforme.
- la poésie raffinée d’Ivan Gundulić de Dubrovnik.

### Mouvement illyrien
La standardisation du croate est étroitement liée à l’éveil de la conscience nationale des Croates, qui s’inscrit dans la tendance générale de l’Europe de la première moitié du XIXe siècle. Dès 1812, Šime Starčević publia à Trieste une Nouvelle grammaire illyrienne (en croate, Nova irilička gramatika). Il était le précurseur de ce qu’on appelle le « Renouveau national croate » qui fut mené par le Mouvement illyrien, auquel participait surtout la jeunesse intellectuelle d’origine bourgeoise. Son chef était Ljudevit Gaj, linguiste, homme politique, journaliste et écrivain d’origine française. Dans son livre Kratka osnova horvatsko-slavenskog pravopisanja (Abrégé d’orthographe croato-slavonne) (Buda, 1830), il proposa l'alphabet qui continue d'être utilisé par le croate du XXIe siècle, fondé sur l’alphabet latin, avec des diacritiques empruntés aux alphabets du tchèque et du polonais, ainsi qu’une orthographe phonémique. Cette graphie se généralisa par la suite sur tout le territoire habité par des Croates, à la place des graphies italienne, allemande et hongroise utilisées dans les régions respectives.
C’est à cette époque que s’imposa le standard unitaire du croate fondé sur le dialecte chtokavien à prononciation (i)jékavienne, la littérature dans les autres dialectes tombant en désuétude.
L'idéologie du Mouvement illyrien ne se limitait pas à la Croatie. Son idéal était l’union de tous les Slaves du sud, des Slovènes et jusqu’aux Bulgares, qui vivaient tous sous domination étrangère, en une utopique nation illyrienne. Ses aspirations concordaient avec celles de certains lettrés serbes, ce qui mena sur le plan linguistique à l’idée de langue serbo-croate. Il y avait en effet une convergence entre la réforme de Vuk Stefanović Karadžić concernant le serbe, qui fonda le standard de celui-ci sur le même dialecte chtokavien, et celle de Ljudevit Gaj. Cela se manifesta, entre autres, dans l’« Accord de Vienne » (1850), signé par sept lettrés croates et serbes (dont Vuk Karadžić), à l’initiative du linguiste slovène Franc Miklošič. Cet accord établit certaines normes communes pour les langues croate et serbe.
À partir de cette époque, le domaine linguistique interfère avec le domaine politique, et ce y compris au XXIe siècle, la relation entre croate et serbe oscillant d’une époque à l’autre entre l’idée d’une langue unique et celle de deux langues à part, en fonction des évènements historiques que leurs locuteurs traversent.
Dans la seconde moitié du XIXe siècle, les mouvements pour l’indépendance s’intensifient. Pour beaucoup de Croates, cette indépendance n’est réalisable que dans l'union avec les autres Slaves du sud, et d'abord avec les Serbes. L’évêque croate de Đakovo, Josip J. Strossmayer, élabore en 1866 un premier programme d’unification des Slaves du sud de l’empire d'Autriche, utilisant le terme « yougoslave », et fonde à Zagreb l’Académie yougoslave des sciences et des arts. Deux écoles principales se dessinent alors dans le domaine linguistique :
- L’école appelée « de Zagreb » cherche à développer le croate en se tournant vers d’autres langues slaves (le slovène, le russe, le tchèque), tout en acceptant dans le standard des éléments des dialectes tchakavien et kaïkavien.
- L’école nommée des « vukoviens croates » ou des « jeunes grammairiens » suit les idées de Vuk Karadžić. Leur influence est notable à la fin du XIXe siècle et au début du XXe, réussissant à imposer définitivement l’orthographe phonémique et le standard à base chtokavienne.

### XXesiècle
Le rapprochement entre croate et serbe continue après la Première Guerre mondiale, cette fois dans le cadre du royaume des Serbes, Croates et Slovènes, devenu plus tard le royaume de Yougoslavie, sous l’égide de la Serbie, pays vainqueur dans la guerre. L’idée de la langue serbo-croate est de plus en plus soutenue par les autorités de Belgrade. Plus encore, ces dernières cherchent à imposer le serbe à prononciation ékavienne comme langue de tout l’État, ce qui n'est pas du goût des Croates désireux d'indépendance.
Au cours de la Seconde Guerre mondiale est fondé l’État indépendant de Croatie, satellite de l’Allemagne nazie, qui déclenche une persécution terrible contre la minorité serbe. Sur le plan linguistique, une « purification » du croate a pour but d'en éliminer les éléments serbes.
Dans la seconde Yougoslavie, la promotion de la langue serbo-croate et les tentatives d’estomper les différences entre le croate et le serbe deviennent les composantes d'une politique linguistique officielle, acceptée également par les communistes croates, ce qui ressort clairement de l’« Accord de Novi Sad » (1954). Signé par 25 linguistes et écrivains, 18 serbes et sept croates, on y stipule que la langue commune des Serbes, des Croates, des Monténégrins et des Bosniaques est le serbo-croate, que l’on peut aussi appeler croato-serbe, ayant deux variantes littéraires, le serbe et le croate. On décide par la même occasion de créer un dictionnaire unique. Toutefois, en Croatie, l’appellation de la langue officielle reste « croate » (entre 1943 et 1970), puis « croate ou serbe » (entre 1970 et 1990).
À la suite de la relative libéralisation du régime dans les années 1960, les intellectuels croates manifestent leur mécontentement causé par la domination du serbe dans les instances officielles. En 1967, sept linguistes et écrivains rédigent une « Déclaration au sujet de la situation et de la dénomination de la langue littéraire croate », où l’on revendique de mettre sur un pied d’égalité non pas trois, mais quatre langues de Yougoslavie : le slovène, le croate, le serbe et le macédonien, et de mettre un terme à la domination du serbe sur le plan étatique et dans les institutions fédérales. Dans les années 1970 (époque appelée le « Printemps croate »), la langue littéraire croate est déclarée entité à part.
À la suite de la proclamation de la souveraineté de la Croatie (1991) et des guerres en Yougoslavie, les tendances puristes vouées à séparer le croate du serbe se renforcent, dénonçant et rejetant les « serbismes » et les « internationalismes ». On réintroduit dans la langue de nombreux mots plus ou moins sortis de l’usage depuis des décennies, et on crée des néologismes à base slave.

## Phonologie, phonétique et prosodie
Cette section traite de façon succincte des principaux aspects phonologiques, phonétiques et prosodiques du croate.

### Correspondance graphie–prononciation
Le croate possède 32 phonèmes, son écriture étant en grande partie phonémique. Les lettres et les phonèmes correspondent entre eux comme suit :
| Lettre | Transcription phonétique | Prononcée à peu près comme dans                              |
| ------ | ------------------------ | ------------------------------------------------------------ |
| A, a   | /a/                      | arc                                                          |
| B, b   | /b/                      | bon                                                          |
| C, c   | /t͡s/                     | tsar                                                         |
| Č, č   | /t͡ʃ/                     | tchèque                                                      |
| Ć, ć   | /t͡ɕ/                     | tien (t mouillé)                                             |
| D, d   | /d/                      | donner                                                       |
| Đ, đ   | /d͡ʑ/                     | diable (d mouillé)                                           |
| DŽ, dž | /d͡ʒ/                     | l’anglais gin                                                |
| E, e   | /e/                      | été                                                          |
| F, f   | /f/                      | film                                                         |
| G, g   | /g/                      | gare                                                         |
| H, h   | /x/                      | entre le h aspiré de « hahaha » et le j espagnol de « Juan » |
| I, i   | /i/                      | idée                                                         |
| ije    | /i͜j/                     | pierre                                                       |
| J, j   | /j/                      | yeux                                                         |
| K, k   | /k/                      | kilo                                                         |
| L, l   | /l/                      | lac (l plus dur qu'en français)                              |
| Lj, lj | /ʎ/                      | lien (l mouillé)                                             |
| M, m   | /m/                      | mal                                                          |
| N, n   | /n/                      | nage                                                         |
| Nj, nj | /ɲ/                      | indigné                                                      |
| O, o   | /o/                      | orange                                                       |
| P, p   | /p/                      | pas                                                          |
| R, r   | /r/                      | rare (r roulé)                                               |
| R, r   | /r̥/ vocalique            | –                                                            |
| S, s   | /s/                      | sac                                                          |
| Š, š   | /ʃ/                      | chat                                                         |
| T, t   | /t/                      | tour                                                         |
| U, u   | /u/                      | ourlet                                                       |
| V, v   | /ʋ/                      | voix                                                         |
| Z, z   | /z/                      | zèle                                                         |
| Ž, ž   | /ʒ/                      | jour                                                         |

Voyelles:
|                  | antérieure   | centrale | postérieure  |
| ---------------- | ------------ | -------- | ------------ |
| Voyelle fermée   | i /i/        |          | u /u/        |
| Aperture médiane | e /e/ ou /ɛ/ |          | o /o/ ou /ɔ/ |
| Voyelle ouverte  |              | a /a/    |              |

|                                          |  |  |
| Fréquence des voyelles et des consonnes. |  |  |

Remarques :

Trapèze vocalique du croate. — Le schwa central /ə/ n’est pas discriminant d’un point de vue phonologique.

- R entre deux consonnes ou en début de mot peut constituer un sommet de syllabe, comme les voyelles, par exemple dans vrt « jardin » et rzati « hennir ».
- L’orthographe croate est en principe phonémique, mais il y a des exceptions :
  - Chaque voyelle peut être brève ou longue mais l’écriture habituelle ne les distingue pas : zlato [zlaːto] « or », ruka [ruːka] « main ».
  - Les assimilations entre consonnes (voir plus bas) ne sont pas rendues par écrit en fin de mot : šef ga pita [ʃeːv] ga pita « le chef lui demande », zec [zeːd͡z] ga gleda « le lièvre le regarde ».
  - Devant une consonne palatale ou alvéolo-palatale, š et ž deviennent alvéolo-palatales : grožđe ['groʑd͡ʑe] « raisin ». Ce n’est pas non plus rendu par écrit.
- Les noms propres des langues étrangères utilisant l’alphabet latin s’écrivent comme dans la langue d’origine mais se prononcent avec les sons du croate : Köln [keln], München [minhen].

### Modifications phonétiques rendues par écrit

#### Alternancea~ ∅ (appeléenepostojanoa «alabile»)
Une voyelle [a] euphonique apparaît à certaines formes du nom, mais aussi de l’adjectif, et disparaît à d’autres formes. Par exemple, le radical du mot signifiant « vieillard » est starc-, son nominatif singulier étant starac mais au cours de la déclinaison le a tombe : starca « du vieillard » (génitif). Dans le cas des radicaux féminins terminés en deux consonnes, ce a est présent au génitif pluriel entre les deux consonnes : radical sestr-, nominatif singulier sestra, génitif pluriel sestara.

#### Alternancel~o
Les noms et les adjectifs terminés en -ao, -eo ou -io [ex. čitao sam « j’ai lu » (sujet masculin), anđeo « ange », cio « entier »] étaient à une époque de l’histoire de la langue terminés par un l dur (čital, anđel, cil) qui a évolué en o, mais seulement en fin de mot. Cet o redevient l s’il n’est plus en position finale, mais suivi d’une désinence ou d’un autre suffixe : čitala sam « je lisais » (sujet féminin), anđela « de l’ange » (génitif), cijela « entière ».

#### Assimilation des consonnes
Lorsque deux consonnes, l’une sourde et l’autre sonore arrivent en contact par ajout d’une désinence ou d’un autre suffixe à un mot, la première consonne est assimilée par la seconde (assimilation régressive) : assourdie si cette seconde consonne est sourde, sonorisée si elle est sonore. Ainsi,
| les consonnes sonores | b, | g, | d, | đ, | z, | ž, | dž | deviennent     |  |
| les consonnes sourdes | p, | k, | t, | ć, | s, | š, | č, | et vice-versa. |  |

Par exemple, dans le mot vrabac « moineau », /b/ alterne avec sa correspondante sourde /p/. Cette dernière apparaît lorsque le /a/ tombe entre /b/ et /t͡s/, cette dernière étant sourde et assimilant /b/ : vrapca « du moineau » (génitif singulier).

#### Palatalisations
Certaines consonnes terminant la forme du cas nominatif d’un nom ou se trouvant à la fin du radical d’un verbe, peuvent subir un changement appelé palatalisation, sous l’influence d’une voyelle commençant une désinence ou un autre suffixe. Les cas les plus fréquents :
- K, g et h devant e deviennent post-alvéolaires (par exemple au cas vocatif) :
  - k > č – junak « héros » > junače! ;
  - g > ž – drug « compagnon » > druže! ;
  - h > š – duh « âme » > duše!.
- Les mêmes consonnes deviennent alvéolaires devant un i (par exemple au nominatif des masculins pluriels) :
  - k > c – vojnik « soldat » > vojnici « soldats » ;
  - g > z – bubreg « rein » > bubrezi ;
  - h > s – trbuh « ventre » > trbusi.
- Dès l’époque du proto-slave il y a eu une palatalisation devant /j/ (prononcé comme « y » dans « yeux »), appelée aussi mouillure. Elle fait que, dans la langue actuelle, les consonnes ci-dessous deviennent :
  - d et t alvéolo-palatales : d > đ, t > ć, par exemple au degré comparatif des adjectifs : mlad « jeune » > mlađi « plus jeune », žut « jaune » > žući ;
  - l et n palatales : l > lj, n > nj : posoliti « saler » > posoljen « salé », jesen « automne » > jesenji « automnal » ;
  - z et s post-alvéolaires : z > ž, s > š : Pariz « Paris » > Parižanin « Parisien », disati « respirer » > dišem « je respire ».

### Accentuation
L’accent qui frappe l’une des voyelles d’un mot a un double caractère en croate. C’est un accent tonique ou d’intensité, c’est-à-dire la voyelle en cause est prononcée avec plus de force que les autres (comme en français), mais aussi un accent de hauteur, la voyelle frappée de l’accent tonique étant prononcée un ton plus haut ou plus bas que les autres. Il y a quatre sortes d’accent, des combinaisons entre le caractère descendant ou ascendant et la durée de la voyelle (longue ou brève). L’accent n’est noté que dans les ouvrages de linguistique, les manuels de langue et les dictionnaires. Leurs signes conventionnels sont ceux des exemples ci-dessous :
- accent long descendant : zlȃto « or » ;
- accent long ascendant : rúka « main » ;
- accent bref descendant : kȕća « maison » ;
- accent bref ascendant : žèna « femme ».

En croate, l’accent est mobile, avec quelques limitations, dont voici les principales :
- Dans les mots comportant plus d’une syllabe, l’accent descendant ne peut frapper que la première syllabe.
- Les mots monosyllabiques ne peuvent avoir qu’un accent descendant.
- Dans les mots polysyllabiques, l’accent peut frapper n’importe quelle voyelle, sauf la dernière, règle qui peut être appliquée aux mots étrangers, mais ce n’est pas obligatoire. Aussi, les mots français peuvent-ils être accentués sur leur avant-dernière ou leur dernière syllabe[49].

Les voyelles non accentuées peuvent également être longues ou brèves. Les longues sont notées, sauf dans les écrits ordinaires, par un macron ¯ (žèna « femme » / žénā « des femmes », le génitif pluriel du nom). Une syllabe longue atone ne peut se trouver qu’après une syllabe accentuée.
Comme on peut le voir dans cet exemple, le caractère de l’accent et la durée des voyelles ont une valeur fonctionnelle. Ici ils marquent deux cas différents dans la déclinaison. La place de l’accent a également une valeur fonctionnelle, par exemple dans la déclinaison des adjectifs à forme brève (voir plus bas Déclinaison des adjectifs).
Il y a aussi des mots qui ne sont jamais accentués et d’autres qui parfois le sont et d’autres fois ne le sont pas. La première catégorie est constituée par les enclitiques, c’est-à-dire les pronoms personnels atones, les formes atones des verbes auxiliaires et la particule li, et la deuxième par les proclitiques, c’est-à-dire les prépositions, les conjonctions et la particule négative ne. Les deux catégories de clitiques forment un seul mot (du point de vue prosodique) avec le mot à sens lexical de leur groupe, portant un seul accent : dans le cas d’un enclitique, l’accent frappe le mot à sens lexical, dans celui d’un proclitique, c’est ce dernier qui est accentué, à condition que l’accent du mot à sens lexical soit descendant. Exemples :
- la particule ne : ne‿zòvi (ne atone) « n’appelle pas », znȃm – nè‿znām (ne tonique) « je ne sais pas » ;
- prépositions : bez‿náde (bez atone) « sans espoir », grȃd – ȕ‿grād (u tonique) « en ville ».

Parmi les conjonctions il y en a qu’on ne peut pas accentuer, a « et », da « que » et i « et », à moins qu’elles ne soient suivies d’une pause : životinje ȋ, što je važno, ljudi « les animaux et, ce qui est important, les gens ».

## Grammaire
Le croate étant une variété du BCMS, son système grammatical est essentiellement le même que celui des autres variétés de ce diasystème. Ce système se distingue de celui du français par plusieurs caractéristiques. En effet, comme le français, c’est, du point de vue de la typologie morphologique, une langue synthétique, mais le BCMS l’est à un degré élevé par rapport au français, c’est-à-dire que le nom, l’adjectif et les pronoms se déclinent, ayant des formes distinctes marquées par des désinences pour remplir telle ou telle fonction syntaxique dans la phrase, et toutes les formes personnelles des verbes se distinguent nettement par des désinences.

### Morphologie
Cette section traite des principales caractéristiques de la morphologie du croate.

#### Nom

##### Genre des noms
Les noms croates peuvent être de trois genres :
- masculins, d’habitude reconnaissables d’après leur terminaison en consonne au nominatif singulier : grad « ville ». Les noms terminés en -ao et -eo sont également masculins et font partie de la même classe de déclinaison que ceux en consonne. Il y a aussi des noms masculins terminés en -a : des prénoms masculins (Nikola), des noms de professions (vojvoda « duc »), etc., qui se déclinent comme les féminins.
- féminins, généralement terminés en -a au nominatif singulier : ruka « main ». Il y a également des noms féminins terminés en consonne : radost « joie », stvar « chose », qui constituent une classe de déclinaison à part.
- neutres, terminés en -o ou en -e au nominatif singulier : kolo « cercle », polje « champ », déclinés comme les masculins en consonne.

##### Déclinaison des noms
En croate, la déclinaison se caractérise par sept cas, les noms étant groupés en quatre classes de déclinaison, d’après leur désinence au nominatif singulier. Voici la déclinaison régulière de quatre noms de deux classes de déclinaison comportant le plus grand nombre de noms.
| Cas          | Masculin           | Masculin   | Masculin        | Masculin | Neutre       | Neutre  | Féminin                 | Féminin |
| Cas          | animé              | animé      | inanimé         | inanimé  | singulier    | pluriel | singulier               | pluriel |
| Cas          | singulier          | pluriel    | singulier       | pluriel  | singulier    | pluriel | singulier               | pluriel |
| ------------ | ------------------ | ---------- | --------------- | -------- | ------------ | ------- | ----------------------- | ------- |
| Nominatif    | mȃjstor « maître » | mȃjstori   | òdmor « repos » | òdmori   | zlȃto « or » | zlȃta   | mrȅža « filet, réseau » | mrȅže   |
| Génitif      | mȃjstora           | mȃjstōrā   | òdmora          | òdmōrā   | zlȃta        | zlȃtā   | mrȅžē                   | mrȇžā   |
| Datif        | mȃjstoru           | mȃjstorima | òdmoru          | òdmorima | zlȃtu        | zlȃtima | mrȅži                   | mrȅžama |
| Accusatif    | mȃjstora           | mȃjstore   | òdmor           | òdmore   | zlȃto        | zlȃta   | mrȅžu                   | mrȅže   |
| Vocatif      | mȃjstore!          | mȃjstori!  | òdmore!         | òdmori!  | zlȃto!       | zlȃta!  | mrȅžo!                  | mrȅže!  |
| Instrumental | mȃjstorom          | mȃjstorima | òdmorom         | òdmorima | zlȃtom       | zlȃtima | mrȅžom                  | mrȅžama |
| Locatif      | mȃjstoru           | mȃjstorima | òdmoru          | òdmorima | zlȃtu        | zlȃtima | mrȅži                   | mrȅžama |

Remarques :
- L’accusatif singulier des noms masculins animés est identique à leur génitif singulier, alors que l’accusatif singulier des noms masculins inanimés est pareil à leur nominatif singulier.
- La désinence du génitif pluriel est un -ā de quantité longue. C’est ce qui différencie principalement le génitif pluriel du génitif singulier des noms masculins et neutres, ainsi que le génitif pluriel des féminins de leur nominatif singulier.

##### Fonctions des cas
| Cas          | Fonction(s) principale(s)                                                                       | Exemple                                                                     |
| ------------ | ----------------------------------------------------------------------------------------------- | --------------------------------------------------------------------------- |
| Nominatif    | sujet                                                                                           | Ovaj učenik je dobar « Cet élève est bon »                                  |
| Nominatif    | attribut                                                                                        | On je učenik « Il est élève »                                               |
| Génitif      | complément du nom exprimant le possesseur                                                       | knjiga učenika « le livre de l'élève »                                      |
| Datif        | complément d’objet indirect d’attribution                                                       | Dajte učeniku dobru ocjenu « Donnez une bonne note à l’élève »              |
| Accusatif    | complément d’objet direct                                                                       | Vidim učenika « Je vois l’élève »                                           |
| Accusatif    | complément circonstanciel de lieu d’un verbe exprimant le déplacement vers un lieu              | Idem u grad « Je vais en ville »                                            |
| Vocatif      | pour appeler, s’adresser à quelqu’un                                                            | Učeniče! « Hé ! L’élève ! »                                                 |
| Instrumental | complément d’instrument (inanimé)                                                               | Režem kruh ovim nožem « Je coupe le pain avec ce couteau »                  |
| Instrumental | complément d’accompagnement (animé)                                                             | Idem u grad s učenikom « Je vais en ville avec l’élève »                    |
| Locatif      | complément de lieu d’un verbe n’exprimant pas le déplacement ou pas le déplacement vers un lieu | On živi u gradu « Il habite en ville »                                      |
| Locatif      | complément d’objet indirect dont on parle                                                       | Reci mi nešto o tom učeniku « Dis-moi quelque chose au sujet de cet élève » |

#### Adjectif

##### Catégories d’adjectifs
Traditionnellement, les adjectifs sont classés comme suit :
- qualificatifs : miran pas « un chien paisible », dobro dijete « un enfant bon » ;
- relationnels : drvena klupa « un banc en bois » ;
- d’appartenance : bratov kaput « le manteau du frère », lugareva kuća « la maison du garde-forestier », majčino pismo « la lettre de maman ». Ces adjectifs sont formés à partir de noms, par ajout du suffixe -ov ou -ev aux masculins, et -in aux féminins.

##### Forme brève et forme longue
Les adjectifs peuvent avoir deux formes, brève et longue. La forme brève se caractérise par une terminaison en consonne au nominatif masculin singulier, et la forme longue – par la terminaison -i au même cas :
- bratov « du frère » – adjectif à forme brève ;
- hrvatski « croate » – adjectif à forme longue.

Presque tous les adjectifs qualificatifs ont les deux formes, la forme longue étant obtenue en ajoutant -i à la forme brève : smeđ > smeđi « marron, brun ». Dans leur cas, la forme brève est aussi appelée indéfinie, et la forme longue – définie. Celle-ci correspond en français à l’adjectif utilisé en tant que nom. Exemple : Kupio sam jedan šešir smeđ i jedan siv. Smeđi sam ubrzo izgubio, sivi nosim i danas « J’ai acheté un chapeau marron et un autre gris. Le marron, je l’ai vite perdu, le gris, je le porte encore aujourd’hui ».
Les adjectifs qui n’ont qu’une seule forme sont utilisés aussi bien comme définis que comme indéfinis. Les adjectifs d’appartenance n’ont qu’une forme brève, alors que ceux terminés en -ski, -nji et -ji, ainsi que les adjectifs au comparatif et au superlatif relatif (voir ci-dessous) – une forme longue.

##### Degrés de comparaison des adjectifs
Pour exprimer les degrés de comparaison, on utilise des affixes.
Le comparatif de supériorité est formé avec des suffixes :
- -ji, -ja, -je, qui provoque la mouillure de la consonne finale de l’adjectif :
  - pour les adjectifs monosyllabiques à voyelle longue : bȓz « rapide » > bȑžī « plus rapide » ;
  - pour les adjectifs dissyllabiques terminés au masculin singulier en -ak, -ek ou -ok : kràtak « court » > krȁćī ;
- -iji, -ija, - ije :
  - pour les adjectifs monosyllabiques à voyelle brève : stȁr « vieux » > stàrijī ;
  - pour les autres adjectifs dissyllabiques et les polysyllabiques : srȅtan « heureux » > srètnijī, oštròūman « intelligent » > oštroùmnijī.

La comparaison se construit avec la préposition od régissant le génitif : (Kamen je tvrđi od zemlje) ou avec la conjonction nego + le nominatif : Kamen je tvrđi nego zemlja « La pierre est plus dure que la terre ».
Il y a aussi des adjectifs dont le comparatif est irrégulier dans la mesure où il a un autre radical que l’adjectif correspondant au grade positif : dobar – bolji « meilleur », zao – gori « pire », velik – veći « plus grand », malen – manji « plus petit », dug – dulji (qui a aussi le comparatif régulier duži) « plus long ».
Le superlatif relatif de supériorité s’obtient du comparatif avec le préfixe naj- : bliži « plus proche » > najbliži « le plus proche ». Trois constructions sont possibles avec l’adjectif au superlatif, comportant :
- la préposition od régissant le génitif : Avion je najbrži od prijevoznih sredstava « L’avion est le plus rapide des moyens de transport » ;
- la préposition među régissant l’instrumental : Avion je najbrži među prijevoznim sredstvima ;
- la préposition između régissant le génitif : Između dragoga kamenja najtvrđi je dijamant « Parmi les pierres précieuses, la plus dure est le diamant ».

##### Déclinaison des adjectifs
Voici en guise d’exemple la déclinaison de l’un des types d’adjectifs réguliers :

###### Forme brève
| Cas | Masculin                        | Masculin        | Neutre    | Neutre          | Féminin   | Féminin         |
| Cas | singulier                       | pluriel         | singulier | pluriel         | singulier | pluriel         |
| --- | ------------------------------- | --------------- | --------- | --------------- | --------- | --------------- |
| N.  | vȅlik « grand »                 | vȅliki          | vȅliko    | vȅlika          | vȅlika    | vȅlike          |
| G.  | vȅlika                          | vȅlikīh         | vȅlika    | vȅlikīh         | vȅlikē    | vȅlikīh         |
| D.  | vȅliku                          | vȅlikīm(a)/-ima | vȅliku    | vȅlikīm(a)/-ima | vȅlikōj   | vȅlikīm(a)/-ima |
| A.  | vȅlika (animé), vȅlik (inanimé) | vȅlike          | vȅliko    | vȅlikā          | vȅliku    | vȅlike          |
| V.  | vȅlik                           | vȅliki          | vȅliko    | vȅlikā          | vȅlika    | vȅlike          |
| I.  | vȅlikīm                         | vȅlikīm(a)/-ima | vȅlikīm   | vȅlikīm(a)/-ima | vȅlikōm   | vȅlikīm(a)/-ima |
| L.  | vȅliku                          | vȅlikīm(a)/-ima | vȅliku    | vȅlikīm(a)/-ima | vȅlikōj   | vȅlikīm(a)/-ima |

###### Forme longue
| Cas | Masculin                             | Masculin        | Neutre       | Neutre          | Féminin   | Féminin         |
| Cas | singulier                            | pluriel         | singulier    | pluriel         | singulier | pluriel         |
| --- | ------------------------------------ | --------------- | ------------ | --------------- | --------- | --------------- |
| N.  | vȅlikī « le grand »                  | vȅlikī          | vȅlikō       | vȅlikā          | vȅlikā    | vȅlikē          |
| G.  | vȅlikōg(a)                           | vȅlikīh         | vȅlikōg(a)   | vȅlikīh         | vȅlikē    | vȅlikīh         |
| D.  | vȅlikōm(u/e)                         | vȅlikīm(a)/-ima | vȅlikōm(u/e) | vȅlikīm(a)/-ima | vȅlikōj   | vȅlikīm(a)/-ima |
| A.  | vȅlikōg(a) (animé), vȅlikī (inanimé) | vȅlikē          | vȅlikō       | vȅlikā          | vȅlikū    | vȅlikē          |
| V.  | vȅlikī                               | vȅlikī          | vȅlikō       | vȅlikā          | vȅlikā    | vȅlikē          |
| I.  | vȅlikīm                              | vȅlikīm(a)/ima  | vȅlikīm      | vȅlikīm(a)/-ima | vȅlikōm   | vȅlikīm(a)/-ima |
| L.  | vȅlikōm(e/u)                         | vȅlikīm(a)/-ima | vȅlikōm(e/u) | vȅlikīm(a)/-ima | vȅlikōj   | vȅlikīm(a)/-ima |

Remarques :
- Au nominatif pluriel, les deux formes diffèrent par la quantité de la voyelle finale.
- Il existe des variantes de désinences :
  - à la forme longue, au génitif singulier masculin et neutre – deux variantes : -ōg et -ōga. La variante plus courte est utilisée pour un adjectif qui suit un autre adjectif au même cas (exemple : gramatika hrvatskoga standardnog jezika « grammaire de la langue croate standard ») ;
  - à la forme longue, au datif/locatif singulier masculin et neutre – trois variantes : -ōm, -ōmu et -ōme, la deuxième étant plus fréquente au datif, la troisième – au locatif (même utilisation de la variante plus courte qu’au génitif : u hrvatskome standardnom jeziku « dans la langue croate standard ») ;
  - à la forme brève et à la forme longue, au datif/instrumental/locatif pluriel, les trois genres – trois variantes : -īm, -īma et -ima, les deux dernières n’étant différentes que par la quantité de i.

#### Pronoms

##### Pronoms personnels
| Cas | Singulier     | Singulier     | Singulier                   | Singulier        | Singulier | Pluriel     | Pluriel     | Pluriel                                      | Pluriel |
| --- | ------------- | ------------- | --------------------------- | ---------------- | --------- | ----------- | ----------- | -------------------------------------------- | ------- |
| N.  | jȃ « je/moi » | tȋ « tu/toi » | ȏn « il/lui », òno – neutre | òna « elle »     | –         | mȋ « nous » | vȋ « vous » | òni « ils/eux », òna – neutre, òne « elles » | –       |
| G.  | mȅne, me      | tȅbe, te      | njȅga, ga                   | njȇ, je          | sȅbe, se  | nȃs, nas    | vȃs, vas    | njȋh, ih                                     | sȅbe    |
| D.  | mȅni, mi      | tȅbi, ti      | njȅmu, mu                   | njȏj, joj        | sȅbi, si  | nȁma, nam   | vȁma, vam   | njȋma, im                                    | sȅbi"   |
| A.  | mȅne, me      | tȅbe, te      | njȅga, ga, nj               | njȗ, ju, je, nju | sȅbe, se  | nȃs, nas    | vȃs, vas    | njȋh, ih                                     | sȅbe    |
| V.  | –             | ti!           | –                           | –                | –         | mȋ!         | vȋ!         | –                                            | –       |
| I.  | mnȏm, mnóme   | tȍbōm         | njȋm, njíme                 | njȏm, njóme      | sȍbōm     | nȁma        | vȁma        | njȉma                                        | sȍbom   |
| L.  | mȅni          | tȅbi          | njȅm(u)                     | njȏj             | sȅbi      | nȁma        | vȁma        | njȉma                                        | sȅbi    |

Au nominatif, au vocatif, à l’instrumental et au locatif, les pronoms personnels ont seulement des formes toniques (disjointes), alors qu’au génitif, au datif et à l’accusatif, ils ont aussi bien des formes toniques que des formes atones (conjointes).
Le pronom de politesse est Vi, écrit d’habitude avec majuscule.

###### Formes toniques
Elles sont utilisées :
- pour mettre la personne en évidence : Ja njega dobro poznajem « Moi, je le connais bien, lui » ;
- pour mettre deux personnes en opposition : Pozvao je nas, a ne njih « Il nous a invités, nous, pas eux » ;
- après les prépositions et les conjonctions : Otišla je kući bez mene « Elle est rentrée sans moi ». Lorsque l’accent passe sur la préposition, le pronom ne change pas de forme : bèz mene.

À l’instrumental, 1re personne du singulier, il y a deux formes accentuées : la plus brève est utilisée après les prépositions, la plus longue sans préposition : Što se ne bi oženio mnome « Pourquoi ne se marierait-il pas avec moi ».

###### Formes atones
À l'accusatif, 3e personne du singulier, au masculin il y a deux formes atones, et au féminin – trois. Les formes atones sont en général utilisées en tant que compléments sans préposition, devant ou après les formes verbales qui portent le sens lexical du verbe, prononcés avec le verbe en un seul mot prosodique : Jȃ sam te čȅkao « Je t’ai attendu(e) ». Les formes me, te, se, nj, nju peuvent aussi être utilisées après des prépositions qui, dans ce cas, sont accentuées : prȅdā me « devant moi », zȃ nj « pour lui ».
Quant à la distribution des formes ju et je « la » (accusatif), je s’emploie en général, et ju dans le voisinage de la syllabe je, c’est-à-dire devant le verbe auxiliaire je (On ju je dočekao « Il l’a attendue »), et après les mots terminés en je : Ne voli limunadu, ali pije ju kad je vruće « Il/Elle n’aime pas la limonade, mais il/elle en boit quand il fait très chaud ».

###### Pronom réfléchi
Contrairement au français, en croate il y a un seul pronom réfléchi, celui qui commence par s dans le tableau des pronoms personnels. Il se réfère toujours au sujet, quels que soient son genre, son nombre et sa personne : Naškodio si sebi « Tu t’es fait du mal à toi-même ». Il a des formes atones au génitif/accusatif et au datif. Celle d’accusatif est utilisée à les verbes pronominaux : Ja sam se počešljao « Moi, je me suis peigné(e) », Ti si se počešljala « Toi, tu t’es peignée », Sestra se počešljala « Ma sœur s’est peignée », Dječaci su se počešljali « Les garçons se sont peignés ».

##### Pronoms et adjectifs interrogatifs-relatifs
Les mots tko « qui » et što « que, quoi » sont seulement pronoms :
- interrogatifs : Tko stoji pred vratima? « Qui se tient devant la porte ? », Što je pred vratima? « Qu’est-ce qu’il y a devant la porte ? »
- relatifs : Pitaj koga hoćeš! « Demande à qui tu veux ! », Reci što želiš! « Dis ce que tu souhaites ! »

Déclinaison :
| Nominatif    | tkȍ             | štȍ       |
| Génitif      | kòga, kȍg       | čèga, čȅg |
| Datif        | kòmu, kòme, kȍm | čèmu      |
| Accusatif    | kòga, kȍg       | štȍ       |
| Instrumental | kȋm, kíme       | čȋm, číme |
| Locatif      | kȍm, kòme       | čȅm, čemu |

Les mots suivants sont pronoms ou adjectifs :
- čiji, -a, -e, -i, -e, -a : Čiji je to pokrivač? « À qui est cette couverture ? », Došli smo u grad čiji su stanovnici poznati po marljivosti « Nous sommes venus dans une/la ville dont les habitants sont connus pour leur assiduité au travail » ;
- koji, -a, -e, -i, -e, -a : Kojim ćeš vlakom putovati? « Par quel train vas-tu voyager ? », Koji je stigao? « Lequel est arrivé ? », Osušile su se ruže koje je sestra presadila « Les roses que ma sœur a plantées ont séché » ;
- kakav, kakva, kakvo, kakvi, kakve, kakva : Kakve si ljude tamo vidio? « Quels gens as-tu vus là-bas ? », Kakav je taj most? « Comment est ce pont? / De quel genre est ce pont ? » ;
- kolik, kolika, koliko, koliki, kolike, kolika : Kolika je vaša kuća? « Votre maison est grande comment ? »

En général, ces mots se déclinent comme les adjectifs : čiji et koji comme les définis, kakav et kolik comme les indéfinis. En guise d’exemple, la déclinaison de koji :
| Cas | Singulier                             | Singulier                      | Singulier | Pluriel       | Pluriel       | Pluriel       |
| Cas | Masculin                              | Neutre                         | Féminin   | Masculin      | Neutre        | Féminin       |
| --- | ------------------------------------- | ------------------------------ | --------- | ------------- | ------------- | ------------- |
| N.  | kòjī                                  | kòjē                           | kòjā      | kòjī          | kòjā          | kòjē          |
| G.  | kòjēga, kòjēg, kȏga                   | kòjēga, kòjēg, kȏga            | kòjē      | kòjīh         | kòjīh         | kòjīh         |
| D.  | kòjēmu, kòjēm, kȏmu, kȏme, kȏm        | kòjēmu, kòjēm, kȏmu, kȏme, kȏm | kòjōj     | kòjima, kòjīm | kòjima, kòjīm | kòjima, kòjīm |
| A.  | kòjī (inanimé), kòjēga, kòjēg (animé) | kòjē                           | kòjū      | kòjē          | kòjā          | kòjē          |
| I.  | kòjīm                                 | kòjīm                          | kòjōm     | kòjima, kòjīm | kòjima, kòjīm | kòjima, kòjīm |
| L.  | kòjēmu, kòjēm, kȏme, kȏm              | kòjēmu, kòjēm, kȏme, kȏm       | kòjōj     | kòjima, kòjīm | kòjima, kòjīm | kòjima, kòjīm |

Les formes réduites de datif/locatif de ce pronom (kȏmu, kȏme, kȏm) ne diffèrent que par la nature de leur accent de celles du pronom tko aux mêmes cas : kòmu, kòme, kȍm.

##### Pronoms-adjectifs possessifs
Ces mots s’utilisent aussi bien comme pronoms possessifs, que comme adjectifs possessifs, sans changer de forme.
- moj « mien », moja « mienne », moje (neutre singulier), moji « miens », moje « miennes », moja (neutre pluriel)
- tvoj « tien », tvoja « tienne », tvoje (neutre singulier), tvoji « tiens », tvoje « tiennes », tvoja (neutre pluriel)
- njegov « sien, à lui », njegova « sienne, à lui », njegovo (neutre singulier), njegovi « siens, à lui », njegove « siennes, à lui », njegova (neutre pluriel)
- nje(zi)n « sien, à elle », nje(zi)na « sienne, à elle », nje(zi)no (neutre singulier), nje(zi)ni « siens, à elle », nje(zi)ne « siennes, à elle », nje(zi)na (neutre pluriel)
- naš « nôtre » masc., naša « nôtre » fém., naše (neutre singulier), naši « nôtres » masc., naše « nôtres » fém., naša (neutre pluriel)
- vaš « vôtre » masc., vaša « vôtre » fém., vaše (neutre singulier), vaši « vôtres » masc., vaše « vôtres » fém., vaša (neutre pluriel)
- njihov « leur » masc., njihova « leur », fém. njihovo – neutre singulier, njihovi « leurs » masc., njihove « leurs » fém., njihova (neutre pluriel)
- svoj, svoja, svoje (neutre singulier), svoji, svoje, svoja (neutre pluriel) – déterminent (en tant qu’adjectifs) ou représentent (en tant que pronoms) l’objet (les objets) possédé(s) par le sujet, de quelque personne qu’il soit. Mi se brinemo za svoj posao, a vi se pobrinite za svoj « Nous, on s’occupe de notre travail et vous, occupez-vous du vôtre » Les autres possessifs déterminent/représentent en règle générale l’objet (les objets) possédé(s) par un autre possesseur que le sujet : Poznajem tvoju sestru « Je connais ta sœur ».

##### Pronoms-adjectifs démonstratifs
Comme pour les possessifs, on emploie les mêmes formes en tant que pronoms démonstratifs et en tant qu’adjectifs démonstratifs. Ils expriment trois degrés d’éloignement, à peu près comme « ici », « là » et « là-bas » en français :
- Ovaj « celui-ci », ova « celle-ci », ovo (neutre singulier), ovi « ceux-ci », ove « celles-ci », ova (neutre pluriel) – se réfèrent à ce qui est près du locuteur.
- Taj, ta, to, ti, te, ta expriment l’éloignement moyen, par exemple se référant à ce qui se trouve près de l’interlocuteur.
- Onaj « celui-là », ona « celle-là », ono (neutre singulier), oni « ceux-là », one « celles-là », ona (neutre pluriel) – se réfèrent à ce qui est éloigné du locuteur, par exemple près d’un tiers (non pas l’interlocuteur).

##### Indéfinis
La plupart des pronoms et adjectifs indéfinis sont formés à partir de pronoms ou adjectifs interrogatifs, en leur ajoutant certains éléments composants :
- nešto « quelque chose », netko « quelqu’un », nekakav « de quelque sorte » ;
- išta « (au moins) quelque chose », itko « (au moins) quelqu’un », ikakav « quelconque » ;
- ništa « rien », nitko « personne », nikakav « d’aucune sorte » ;
- svašta « de tout », svatko « chacun », svakakav « de n’importe quelle sorte, de toutes sortes » ;
- gdjekoji « un (quelconque) » ;
- pokoji, poneki « quelqu’un (parmi plusieurs) », ponešto « un peu (de plusieurs choses) » ;
- koješta « n’importe quoi, des choses futiles », kojekakav « de quelque sorte que ce soit, quelconque » ;
- kojigod « n’importe lequel », štogod « n’importe quoi ».

Exemples en phrase : Netko te pozdravio « Quelqu’un t’a salué(e) », Ništa nećeš doznati « Tu ne sauras rien », Bit ću sretan ako se nađe ikakav bolji izlaz iz ovoga položaja « Je serai heureux si on trouve une quelconque meilleure sortie de cette situation », Amo dolaze svakakvi ljudi « Ici il vient des gens de toutes sortes », Možda će se naći gdjekoji oštar nož « On trouvera peut-être un (quelconque) couteau aiguisé », Znam od svega ponešto « Je sais un peu de tout », Uvijek brbljaju koješta « Ils/Elles bavardent toujours de n’importe quoi », Donesi štogod da pojedemo « Apporte n’importe quoi à manger ».
Il existe aussi des locutions indéfinies formées de pronoms/adjectifs interrogatifs avec certaines particules écrites séparément, toutes ayant le sens « n’importe » :
- antéposées : ma, makar, bud, budi ;
- postposées : god, mu drago, ti volja, te volja, hoćeš, hoće ;
- antéposée ou postposée : bilo.

Exemples en phrase : Nikad me neće prevariti makar kolik lažac bio « Il ne me trompera jamais, quelque grand menteur qu’il soit », Samo da naiđemo na budi kakvu vodu « Pourvu que nous trouvions n’importe quelle eau », Došao tko mu drago, moja su mu vrata otvorena « Qui que vienne, ma porte lui est ouverte », Daj mu to za bilo što ou Daj mu to za što bilo  « Donne-lui ça contre n’importe quoi ».

#### Numéraux

##### Numéraux cardinaux
Les numéraux jedan « un », jedna « une », jedno (neutre), dva « deux », dvije « deux » (féminin), tri « trois » et četiri « quatre » se déclinent, y compris quand ils désignent le dernier chiffre d’un nombre. Les mots correspondant aux nombres de 11 à 19 étaient à l’origine des syntagmes, par exemple jedьnъ na desęte (littéralement « un sur dix ») > jedanaest « onze ».
Les mots correspondant aux dizaines supérieures à 10 sont des mots composés, par exemple dva « deux » + deset « dix » > dvadeset « vingt ». Pour certains, le premier composant a subi des modifications phonétiques, par exemple šest « six » + deset > šezdeset « soixante ». Les mots correspondant aux centaines ont une variante mot composé avec sto « cent » et une autre en deux mots, avec le nom féminin stotina dérivé de sto : dvjesto ou dvije stotine 200, tristo ou tri stotine 300, četiristo ou četiri stotine 400.
1 000 est dénommé par deux synonymes : le mot slave tisuća et l’emprunt au grec hiljada. Les deux sont des noms féminins se déclinant en tant que tels, de même que milijarda « milliard », alors que milijun « million » est un nom masculin.

###### Constructions nombre cardinal + (épithète +) nom
Les adjectifs numéraux correspondant à 1, 2, 3 et 4 se déclinent et se construisent avec le nom qu’ils déterminent (qui peut aussi avoir une épithète), comme suit :
- Jedan « un », jedna « une », jedno (neutre) et les nombres qui finissent par ce chiffre se construisent avec le nom au même cas que le nombre : Ostao je bez jedne ruke « Il est resté sans une main », Dvadeset i jedna godina je prošla « Vingt et un ans ont passé ».
- Dva « deux », dvije (féminin), tri « trois » et četiri « quatre », ainsi que les nombres se terminant par ces chiffres :
  - lorsqu’ils sont au nominatif, à l’accusatif ou au vocatif, sont suivis du nom :
    - au génitif singulier si le nom est masculin ou neutre : dva dječaka « deux garçons », tri sela « trois villages » ;
    - au nominatif pluriel si le nom est féminin : dvije ruke « deux mains », tri godine « trois ans ».

  - Aux autres cas de ces adjectifs numéraux, le nom est au pluriel, au même cas que le numéral : Vjetar puše sa svih četiriju strana « Le vent souffle de tous les quatre côtés ».

Les numéraux de forme substantivale ne s’accordent pas avec le nom qui leur est associé. Celui-ci est toujours au génitif pluriel : Donio mi je stotinu poklona « Il m’a apporté cent cadeaux », Sin mu je nestao s tisućama drugih mladića « Son fils a disparu avec mille autres jeunes ».
Pet « cinq », šest « six », sedam « sept », osam « huit » et devet « neuf », y compris en tant que derniers chiffres d’un nombre, et les mots dénommant les dizaines, sont invariables et le nom les suivant se met au génitif pluriel : Već deset dana puše jak vjetar « Un vent fort souffle déjà depuis dix jours », Imala je petnaest bijelih kokošiju « Elle avait quinze poules blanches ».

##### Numéraux ordinaux
Ces numéraux ont les désinences des adjectifs à forme longue, ajoutées aux cardinaux. Dans peti « cinquième », šesti « sixième », de deveti « neuvième » à dvadeseti « vingtième » et dans les autres numéraux ordinaux correspondant aux dizaines (trideseti « trentième », etc.), le mot de base ne subit pas de changements. Dans le cas de sedmi « septième » (< sedam), osmi « huitième » (< osam), stoti « centième » (< sto), tisući « millième » (< tisuća) = hiljaditi (< hiljada), milijunti « millionième » (< milijun) et milijardni « milliardième » (< milijarda), il se produit de petits changements (chute de a, t de liaison, etc.) Dans treći « troisième » (< tri) et četvrti « quatrième » (<četiri) il y a des changements plus importants, et les correspondants ordinaux de jedan et dva sont des mots à radical différent de celui des cardinaux : prvi « premier » et drugi « deuxième » respectivement. En tant que derniers chiffres d’un nombre on utilise les mêmes formes que pour les chiffres seuls : dvadeset prvi « vingt et unième », trideset drugi « trente-deuxième ».

##### Nombres collectifs
Ce sont dvoje « deux », troje « trois », četvero ou četvoro « quatre », petero ou petoro « cinq », etc. À partir des autres noms de chiffres, les nombres collectifs se forment comme petero/petoro, avec le suffixe -ero ou -oro. Ces mots sont employés, par exemple, pour désigner deux ou plusieurs personnes de sexes ou d’âges différents : stol za dvoje « une table pour deux » (un homme et une femme), Kako ih je sedmero sjedjelo oko vatre, [...] « Comme il y en avait sept assis autour du feu, [...] ».

##### Substantifs numéraux
Ces substantifs se forment à partir des nombres collectifs, avec le suffixe -ica (dvojica, trojica, četvorica). Ils ont également un caractère collectif mais ne s’emploient que pour les êtres de sexe masculin, mis au génitif pluriel : tròjica dječákā « trois garçons ».

##### Noms des chiffres
Chaque chiffre a un nom du genre féminin : jedinica, dvica, trica,  četvrtica, petica, etc. Exemple : praviti osmice « faire des huit » (avec les patins, sur glace).

#### Verbe

##### Aspects des verbes
Comme dans les autres langues slaves, les verbes croates se caractérisent entre autres par la catégorie de l’aspect, qui exprime principalement le degré de réalisation de l’action d’un verbe.
- Un verbe imperfectif exprime le fait que l’action était, est ou sera en train de se dérouler, ou effectuée de façon répétée. Majka je prala / pere / će prati rublje « Maman faisait / fait / fera la lessive ».
- Un verbe perfectif exprime le fait que l’action a eu ou aura lieu à un seul moment, ou bien qu’elle a commencé et s’est terminée / commencera et se terminera à des moments donnés : Majka je oprala / će oprati rublje « Maman a fait / fera (et finira de faire) la lessive ».

Le présent proprement dit n’est exprimé que par les verbes imperfectifs, dans des propositions indépendantes ou principales. Le présent des verbes perfectifs est utilisé seulement dans des propositions subordonnées, exprimant une action future : Kad odspavam, bit će bolje « Quand j’aurai dormi, ça ira mieux ».
Contrairement au français, mais semblablement aux autres langues slaves, le croate a des aspects perfectif et imperfectif morphologiquement marqués (ce ne sont donc pas des aspects sémantiques mais des aspects grammaticaux). Alors qu’en français ce type d’aspect est déterminé par le sens seul du verbe, en croate il est indiqué par des affixes.
La plupart des verbes forment des couples perfectif–imperfectif ayant le même sens lexical, par exemple pisati–napisati « écrire ». Il y a quelques procédés pour former des verbes d’un aspect à partir de verbes de l’autre aspect :
- L’un de ces procédés est l’ajout d’un préfixe provenant d’une préposition au verbe imperfectif. De tels préfixes sont o- et na-, dans les exemples ci-dessus, qui changent seulement l’aspect du verbe. D’autres préfixes en changent plus ou moins le sens aussi : pisati « écrire » > prepisati « copier ». Du verbe ainsi dérivé, on forme son correspondant imperfectif de même sens à l’aide d’un suffixe placé devant le suffixe d’infinitif -ti : prepisivati.
- Il y a aussi des verbes qui sont perfectifs avec un certain suffixe et imperfectifs avec un autre. Par exemple, le suffixe -i- est spécifique pour le perfectif et -a- pour l’imperfectif : lupiti – lupati « frapper ».

##### Conjugaison
Les verbes croates sont répartis en six classes de conjugaison régulières, d’après le son final du radical du verbe à l’infinitif, et une septième classe comprenant des verbes irréguliers. Trois de ces classes comprennent également des sous-classes : la première – sept sous-classes, la troisième – deux, la cinquième – quatre.
Exemple de verbe régulier de la 1re conjugaison, 2e sous-classe, aux modes et aux temps les plus utilisés :
| Mode                 | Temps                | Forme                                                                       |
| -------------------- | -------------------- | --------------------------------------------------------------------------- |
| Infinitif            | Infinitif            | tresti « secouer »                                                          |
| Indicatif            | présent              | tresem « je secoue »                                                        |
| Indicatif            | présent              | treseš                                                                      |
| Indicatif            | présent              | trese                                                                       |
| Indicatif            | présent              | tresemo                                                                     |
| Indicatif            | présent              | tresete                                                                     |
| Indicatif            | présent              | tresu                                                                       |
| Indicatif            | passé                | tresao / tresla / treslo sam « j’ai secoué »                                |
| Indicatif            | passé                | tresao / tresla / treslo si                                                 |
| Indicatif            | passé                | tresao / tresla / treslo je                                                 |
| Indicatif            | passé                | tresli / tresle / tresla smo                                                |
| Indicatif            | passé                | tresli / tresle / tresla ste                                                |
| Indicatif            | passé                | tresli / tresle / tresla su                                                 |
| Indicatif            | futur I              | trest ću « je secouerai »                                                   |
| Indicatif            | futur I              | trest ćeš                                                                   |
| Indicatif            | futur I              | trest će                                                                    |
| Indicatif            | futur I              | trest ćemo                                                                  |
| Indicatif            | futur I              | trest ćete                                                                  |
| Indicatif            | futur I              | trest će                                                                    |
| Conditionnel présent | Conditionnel présent | tresao, tresla, treslo bih « je secouerais / j’aurais secoué »              |
| Conditionnel présent | Conditionnel présent | tresao / tresla / treslo bi                                                 |
| Conditionnel présent | Conditionnel présent | tresao / tresla / treslo bi                                                 |
| Conditionnel présent | Conditionnel présent | tresli / tresle / tresla bismo                                              |
| Conditionnel présent | Conditionnel présent | tresli / tresle / tresla biste                                              |
| Conditionnel présent | Conditionnel présent | tresli / tresle / tresla bi                                                 |
| Impératif            | Impératif            | tresi! « secoue ! »                                                         |
| Impératif            | Impératif            | (neka) trese! « qu’il/elle secoue ! »                                       |
| Impératif            | Impératif            | tresimo!                                                                    |
| Impératif            | Impératif            | tresite!                                                                    |
| Impératif            | Impératif            | (neka) tresu!                                                               |
| Gérondif             | présent              | tresući « en secouant »                                                     |
| Gérondif             | passé                | tresavši                                                                    |
| Participe actif      | Participe actif      | tresao, tresla, treslo, tresli, tresle, tresla                              |
| Participe passif     | Participe passif     | tresen, tresena, treseno, treseni, tresene, tresena « secoué, -e, -s, -es » |

Remarques :
1. Les verbes irréguliers sont nombreux, ainsi que les modifications phonétiques provoquées par les désinences et les autres suffixes.
2. L’auxiliaire du passé composé est la forme de l’indicatif présent du verbe biti « être » qui a des formes atones aussi, celles du tableau ci-dessus. Pour une plus forte mise en évidence de la personne et dans les questions, on utilise ses formes toniques : Mi jesmo sve završili « Nous avons tout fini », Jeste li čuli? « Avez-vous entendu ? ».
3. Aux temps composés (passé composé et conditionnel), le participe actif s’accorde en genre et en nombre avec le sujet.
4. La personne du verbe est incluse dans la forme de celui-ci, étant exprimée par la désinence, c’est pourquoi le sujet peut ne pas être exprimé par un nom ou un pronom.
5. Le futur se forme généralement de l’infinitif du verbe sans -i + la forme brève du verbe htjeti « vouloir » au présent (Pjevat ćeš « Tu chanteras »), mais en présence du pronom personnel sujet, l’auxiliaire se place avant le verbe, qui prend dans cette situation la forme complète de l’infinitif : Ti ćeš pjevati « Toi, tu chanteras ».
6. Le subjonctif présent français a pour correspondant l’indicatif présent croate en phrase impérative à la 3e personne (Neka mi piše! « Qu’il/elle m’écrive ! ») et en proposition subordonnée : Ne bi to smio biti razlog da se počnemo svađati « Cela ne devrait pas être une raison pour que nous commencions à nous disputer ».

Formes moins utilisées :
- Le futur II se forme du présent du verbe biti + le participe actif : budem tresao. Il est utilisé en proposition subordonnée, celui des verbes imperfectifs exprimant une action simultanée avec celle d’un verbe au futur I, et celui des verbes perfectifs – une action antérieure à celle d’un verbe au futur I.
- L’aoriste (tresoh « je secouai ») est utilisé principalement dans la narration littéraire, pour exprimer des actions passées accomplies, ayant à peu près les mêmes valeurs que le passé simple en français. Dans la langue parlée, on utilise avec la même valeur le passé composé des verbes perfectifs.
- L’imparfait (tresijah « je secouais ») est employé seulement dans la langue littéraire. À sa place on utilise le passé composé des verbes imperfectifs.
- Le plus-que-parfait se forme de deux façons : de l’imparfait du verbe biti + le participe actif (bijah/bjeh pisao) ou du passé composé de biti + le participe actif (bio sam pisao) « j’avais écrit ». Il exprime une action passée ayant eu lieu avant une autre action passée. En proposition subordonnée, il est d’habitude remplacé par le passé composé.
- Le conditionnel passé se forme du conditionnel présent du verbe biti et du participe actif du verbe à sens lexical : bio bi tresao « il/elle aurait secoué ». Lorsqu’il exprime une possibilité dans le passé, il est d’habitude remplacé par le conditionnel présent, le temps étant alors déduit du contexte.

#### Adverbe
Comme en français, il y a des adverbes primaires, tels sad(a) « maintenant » et tamo « là-bas », mais la plupart des adverbes proviennent d’autres classes grammaticales, surtout d’adjectifs :
- La forme de nominatif singulier neutre de certains adjectifs à forme brève est utilisée en tant qu’adverbe aussi, par exemple : brzo « rapide, rapidement » ;
- La forme de nominatif singulier masculin de certains adjectifs à forme longue terminés en -skī devient adverbe par le raccourcissement de i : bratskī « fraternel » > bratski « fraternellement ».

On forme également des adverbes à partir de :
- noms : ljeto « été » > ljetos « l’été dernier », ljeti « l’été, en été » ;
- pronoms : nas « nous » (génitif/accusatif) > naški « à notre manière » ;
- adjectifs numéraux :
  - cardinaux : jedan « un » > jednom « une fois » ;
  - ordinaux : drugi « deuxième » > drugo « deuxièmement » ;
- verbes : ležati « être couché » > ležećke « en position couchée ».

À côté de mots simples (les exemples ci-dessus), il y a aussi des adverbes formés par composition :
- préposition + nom au cas régi par la préposition : bez « sans » + trag « trace » > bestraga « sans trace » ;
- préposition + adjectif : na « sur » + sljep « aveugle » > nasljepo « sans regarder, aveuglément » ;
- préposition + adjectif numéral : iz « de » + prvi « premier » > isprva « d’abord, au début » ;
- préposition + pronom : sa « avec » + sve « tout » > sasvim « totalement » ;
- préposition + adverbe : na « sur » + gore « en haut » > nagore « vers le haut » ;
- adverbe + adverbe : amo-tamo « ici et là ».

Les adverbes de manière, de quantité et certains adverbes de temps et de lieu ont des degrés de comparaison. Le comparatif de supériorité a la forme des adjectifs correspondants au nominatif neutre singulier et le superlatif relatif de supériorité se forme avec le même préfixe. Exemple : brzo « rapidement » > brže « plus rapidement » > najbže « le plus rapidement ». Quelques adverbes ont des formes supplétives de comparatif de supériorité : mnogo « beaucoup » – više « plus », malo « peu » – manje « moins », loše = zlo « mal » – gore « plus mal, pis ».

##### Adverbes interrogatifs
Les questions portant sur les divers compléments circonstanciels commencent par les adverbes suivants : kad(a)? « quand  ? », gdje? « où  ? », kamo? « vers où  ? », kud(a)? « par où  ? », odakle? « d’où ? », kako? « comment  ? », koliko? « combien  ? », zašto? « pourquoi  ? » (cause), « pour quoi  ? » (but).

##### Adverbes indéfinis
À partir des adverbes interrogatifs, on forme des adverbes indéfinis avec les mêmes éléments qui servent à former des pronoms indéfinis :
- nekad(a) « autrefois, à une époque quelconque », negdje « quelque part », nekamo « vers quelque part », nekuda « par n’importe où », nekako « de quelque façon » ;
- ikad(a), igdje, ikamo, ikuda, ikako – les sens précédents, impliquant le sens « du moins » ;
- nikad(a) « jamais », nigdje « nulle part », nikamo « vers nulle part », nikako « en aucune façon », nizašto « pour rien » ;
- svakad « toujours », svugdje « partout », svukuda « dans toutes les directions », svakako « de toute façon » ;
- ponekad « parfois », ponegdje « par ci par là » ;
- kojekud(a) « dans n’importe quelle direction », kojekako « d’une façon ou d’une autre » ;
- kadgod « à une époque quelconque, parfois », gdjegod « quelque part, n’importe où ».

On forme aussi des locutions adverbiales indéfinies avec des particules ayant le sens « n’importe », celles qui forment des locutions pronominales indéfinies : ma kad(a) = bilo kad(a) « n’importe quand », ma kako = bilo kako « n’importe comment », ma gdje = bilo gdje « n’importe où », ma kuda = bilo kuda « par n’importe où ».

#### Prépositions
Formant des compléments avec des noms ou des pronoms, la plupart des prépositions régissent un seul cas :
- le génitif : bez « sans » ; blizu « à proximité de » ; do « jusqu’à » ; duž « le long de » ; ispod « au-dessous de » ; ispred « devant » ; iz « de » ; iza « au-delà de, derrière » ; između « entre » ; iznad « au-dessus de » ; kod « près de, auprès de » ; pored « à côté de » ; preko « par-dessus, par » ; poslije « après » ; prije « avant » ; protiv « contre » ; radi « dans le but de » ; umjesto « à la place de » ; usred « au milieu de » ; zbog « à cause de » ;
- le datif : k(a) « vers » ;
- l’accusatif : kroz « à travers, par-dessus » ; niz(a) « vers le bas de » ; uz(a) « près de, à côté de, avec, aux côtés de, etc. » ;
- le locatif : po « par, d’après » ; prema « vers » ; pri « près le/la/les » ;

D’autres prépositions régissent deux cas, voire trois, en fonction de leur sens ou de la nature du verbe régent :
| Préposition | Cas          | Conditions d’emploi                                         | Exemple                                                                                         |
| ----------- | ------------ | ----------------------------------------------------------- | ----------------------------------------------------------------------------------------------- |
| među        | accusatif    | avec des verbes exprimant le déplacement vers un lieu       | Umješao se među ljude « Il s’est mêlé aux gens »                                                |
| među        | instrumental | avec des verbes n’exprimant pas le déplacement vers un lieu | Šetao je među drvećem « Il se promenait parmi les arbres »                                      |
| na          | accusatif    | avec des verbes exprimant le déplacement vers un lieu       | Golub je sletio na krov « Le pigeon a volé sur le toit »                                        |
| na          | locatif      | avec des verbes n’exprimant pas le déplacement vers un lieu | Golub je na krovu « Le pigeon est sur le toit »                                                 |
| nad(a)      | accusatif    | avec des verbes exprimant le déplacement vers un lieu       | Nad njega su se spustile zelene grane « Des branches vertes sont descendues au-dessus de lui »  |
| nad(a)      | instrumental | avec des verbes n’exprimant pas le déplacement vers un lieu | Nad selom su se crnjeli kišni oblaci « Des nuages de pluie noircissaient au-dessus du village » |
| o           | accusatif    | avec des verbes exprimant le déplacement vers un lieu       | Ne udaraj glavom o zid « Ne te frappe pas la tête contre le mur »                               |
| o           | locatif      | avec des verbes n’exprimant pas le déplacement vers un lieu | Torba visi o klinu « La musette pend à un / au clou »                                           |
| pod(a)      | accusatif    | avec des verbes exprimant le déplacement vers un lieu       | Sjeo je pod lipu « Il s’est assis sous un/le tilleul »                                          |
| pod(a)      | instrumental | avec des verbes n’exprimant pas le déplacement vers un lieu | Odmarao se pod lipom « Il se reposait sous un/le tilleul »                                      |
| pred(a)     | accusatif    | avec des verbes exprimant le déplacement vers un lieu       | Dječak je stavio pred sebe malu stolicu « Le garçon a mis une petite table devant lui »         |
| pred(a)     | instrumental | avec des verbes n’exprimant pas le déplacement vers un lieu | [...] što se događa pred njegovim očima « [...] ce qui se passe devant ses yeux »               |
| s(a)        | génitif      | expression de la surface de provenance                      | Crijep je pao s krova « La tuile est tombée du toit »                                           |
| s(a)        | instrumental | expression du complément d’accompagnement animé             | Susreo sam se s njim « Je l’ai rencontré » (littéralement « Je me suis rencontré avec lui »)    |
| u           | génitif      | expression de la possession                                 | U Milice duge trepavice « Milica a de longs cils »                                              |
| u           | accusatif    | avec des verbes exprimant le déplacement vers un lieu       | Idemo u šumu « Nous allons au bois / dans la forêt »                                            |
| u           | locatif      | avec des verbes n’exprimant pas le déplacement vers un lieu | U šumi se čuje cvrkut ptica « Dans le bois / la forêt on entend le gazouillis des oiseaux »     |
| za          | génitif      | expression d’une période de temps                           | Za moje mladosti život je bio mirniji « Dans ma jeunesse, la vie était plus paisible »          |
| za          | accusatif    | avec des verbes exprimant le déplacement vers un lieu       | Mjesec se sakrio za oblake « La lune s’est cachée derrière les nuages »                         |
| za          | instrumental | avec des verbes n’exprimant pas le déplacement vers un lieu | Za kućom je bio lijep voćnjak « Derrière la maison il y avait un beau verger »                  |

Remarque : Dans le cas de certaines prépositions, il y a alternance -a ~ ∅. La voyelle a est ajoutée à la préposition pour rendre la prononciation plus facile lorsque le mot suivant commence par la même consonne que la dernière consonne de la préposition, par une consonne du même type ou par un groupe de consonnes : s njim « avec lui », mais sa šalom « avec/par une plaisanterie », sa mnom « avec moi ».

#### Particules et modalisateurs
La particule et le modalisateur sont considérés comme une partie du discours à part dans les grammaires du croate. Ils sont définis comme des mots invariables indiquant l’attitude du locuteur à l’égard du contenu de l’énoncé. Beaucoup de ces mots ont pour équivalents français des adverbes ou des locutions adverbiales.
Particules interrogatives
- La particule li est atone et apparaît surtout après un verbe, y compris auxiliaire : Vidiš li? « Est-ce que tu vois ? », Jesi li pjevao? « Est-ce que tu as chanté ? », Neće li doći? « Est-ce qu’il/elle ne viendra pas ? » Elle est aussi utilisée après un pronom interrogatif ou un adverbe d’interrogation, pour le renforcer : Gdje li se samo skrila? « Où est-ce qu’elle a bien pu se cacher ? », Što li nam vrijeme nosi? « Qu’est-ce que le temps nous apporte ? » Cette particule peut aussi renforcer une injonction ou une exclamation : Trči li, trči! « Cours donc, cours ! » Lijepa li si! « Qu’est-ce que tu es belle ! »
- La particule zar se trouve toujours en tête de phrase, renforçant l’interrogation et en même temps exprimant le doute ou l’étonnement : Zar ne vidiš? « Mais tu ne vois pas ? », Zar ste zaista otišli? « Est-ce que vous êtes vraiment parti(e)s ? » Zar + ne ajoutés à une phrase déclarative transforment celle-ci en interrogative : Vidio si ga, zar ne? « Tu l’a vu, n’est-ce pas ? »

Particules intensifiantes :
Pokloni mu bar neku sitnicu « Fais-lui cadeau d’une bricole au moins » ;
Tko god dođe, bit će svečano primljen « Qui que vienne, il/elle sera reçu(e) solennellement » ;
I on je došao « Lui aussi est venu » ;
Iako su radili cijeli dan, ipak nisu stigli završiti posao « Bien qu’ils aient travaillé toute la journée, ils n’ont quand même pas réussi à finir le travail » ;
Ma kako odlučila, ja sam uz tebe « Quoi que tu décides, je suis à tes côtés » ;
Makar jednom budi sretan « Sois heureux au moins une fois » ;
Nisu vjerovali ni njemu! « Même lui, ils ne l’ont pas cru ! » ;
Pa naravno! « Mais naturellement ! » ;
Samo da znaš što se dogodilo! « Si tu savais ce qui est arrivé ! » ;
Samo ti pričaj! « Cause toujours ! » ;
On je također sudjelovao « Lui aussi a collaboré ».
Particules de degré
Ces particules expriment le degré d’une qualification : gotovo « presque » ; jedva « à peine » ; još « encore » ; malo « un peu » ; mnogo « (de) beaucoup » ; naročito « notamment, surtout » ; osobito « particulièrement » ; posve « tout à fait, absolument » ; potpuno « complètement, entièrement » ; previše « trop » ; prilično « considérablement » ; sasvim « tout à fait » ; skoro « presque » ; veoma « très » ; vrlo « très ». Exemples en phrase : Ona je mnogo veća « Elle est beaucoup plus grande », Bio je vrlo malen « Il était très petit ».
Particules incitatives
- La particule da + verbe à la deuxième personne de l’indicatif présent exprime une injonction : Da samo znaš što je napravio! « Il faut que tu saches ce qu’il a fait ! » Avec la 2e personne du passé composé, elle exprime un ordre : Da si smjesta došao! « Viens tout de suite ! »
- La particule neka exprime une incitation (Neka dođu! « Qu’ils/elles viennent ! »), une permission (Neka radi što hoće! « Qu’il/elle fasse ce qu’il/elle veut ! ») ou un appel à permettre se référant à une tierce personne : Neka se djeca vesele! « Qu’ils s’amusent, les enfants ! »
- La particule hajde est synonyme de la forme de la 2e personne de l’impératif de doći « venir » (Hajde, vlak nas neće čekati! « Allez, viens, le train ne va pas nous attendre! »), mais sert aussi à encourager : Hajde, izdrži još malo! « Allez, résiste encore un peu! »[55]

Particules affirmatives et négatives :
Da, doći ćemo « Oui, nous viendrons » ;
Jest, javio mi je vijest « Oui, il m’a annoncé la nouvelle » ;
Ne, nije došao « Non, il n’est pas venu » ;
Ne pitaj me to! « Ne me le demande pas! »
Particules présentatives
- Les particules evo, eto, eno « voici, voilà » expriment trois degrés d’éloignement, comme les pronoms-adjectifs démonstratifs : Evo čovjeka! « Voici l’homme! » (près du locuteur), Eto ti Marije, pa s njom možeš izaći! « Voilà Marie ! Tu peux sortir avec elle » (près du destinataire de l’énoncé), Eno našega profesora! « Voilà notre professeur ! » (non pas près du locuteur ni du destinataire). Utilisée avec les pronoms personnels, evo se réfère à la 1re personne, eto à la 2e, eno à la 3e : Evo mene! « Me voilà ! » Eto tebe! « Te voilà ! » Eno njega! « Le voilà ! ». Ces particules peuvent aussi se référer à toute une phrase : Eto, sve sam vam rekao! « Voilà, je vous ai tout dit ! » Evo, to je sve što znam! « Voilà, c’est tout ce que je sais ! »
- La particule gle : Gle psa! « Tiens, le chien ! », Gle ono! « Regarde(-moi) ça ! »

Modalisateurs :
Pas je doista vrlo sličan vuku « Le chien est vraiment très semblable au loup » ;
To je sigurno najbolje rješenje « C’est sûrement la meilleure solution » ;
On to, naravno, nije ni mogao znati « Naturellement, il ne pouvait même pas le savoir » ;
Njihove su riječi, dakako, mnogo pomogle da se stvar razjasni « Bien sûr, ses paroles ont beaucoup aidé à ce que la chose soit éclaircie » ;
To se, vjerojatno, nikad neće saznati « Cela, on ne le saura probablement jamais » ;
Danas će, možda, padati kiša « Peut-être qu’aujourd’hui il va pleuvoir » ;
Istina, on o svemu tome nije imao ni pojma « La vérité, c’est qu’il n’avait même pas idée de tout cela ».

### Syntaxe
Cette section traite des principales caractéristiques de la syntaxe du croate par rapport à celle du français, concernant les types de phrases simples, les fonctions syntaxiques dans la phrase simple, l’ordre des mots dans celle-ci et quelques propositions subordonnées.

#### Phrase simple

##### Phrase négative
C’est la particule négative ne placée devant le verbe qui nie celui-ci : Ja na pitanja ne odgovaram « Moi, je ne réponds pas aux questions ». Ne se combine avec certains verbes, inchangée avec imati et htjeti, qui perdent leur première syllabe : imam « j’ai » → nemam « je n’ai pas », hoću « je veux » → neću « je ne veux pas ». Combinée avec les formes de l’indicatif présent du verbe biti, ne prend la forme ni- : (je)si « tu es » → nisi « tu n’es pas ».
L’impératif négatif se forme de deux façons :
- ne + la forme affirmative de l’impératif : Ne ljutite se! « Ne vous fâchez pas ! » ;
- le verbe auxiliaire nemoj + l’infinitif : Nemojte se ljutiti!

Nemoj peut remplacer tout verbe à l’impératif négatif, qui, dans ce cas, est déduisible du contexte : Nemojmo, braćo! « Ne le faisons pas, mes frères ! »
Le correspondant du français « ni » est la particule ni corrélée avec un autre / d’autres mots négatif(s) ou avec elle-même : Nigdje se dosada takvo šta nije vidjelo ni čulo! « Nulle part jusqu’à présent on n’a vu ni entendu quelque chose de pareil ! », Zatvorenik ne može birati ni goste ni prijatelje « Le prisonnier ne peut choisir ni ses hôtes ni ses amis ». « Ni » est exprimé par i devant ne : Ali njih nitko i ne gleda « Eux, personne ne les regarde même pas ! ». La particule ni sert de premier élément composant dans la formation de pronoms et d’adverbes indéfinis : Nitko ništa nije krio « Personne ne cachait rien », I nigdje nema nikoga « Et il n’y a personne nulle part ». Les prépositions séparent la particule ni du pronom ou de l’adverbe : Ne možeš me zamijeniti ni sa čim « Tu ne peux m’échanger contre rien ».

##### Phrase interrogative
L’interrogation totale peut être exprimée par la seule intonation interrogative, mais aussi à l’aide de particules interrogatives. Exemples :
- Ima li tu blizu kakva prazna cisterna? « Y a-t-il une citerne vide par ici ? » ;
- Da li vi to shvaćate? « Comprenez-vous cela ? »[58] ;
- Je li se ujutro umivaš? « Tu te laves le matin ? » ;
- Da niste vi danas nešto slavili? « N’avez-vous pas fêté quelque chose aujourd’hui, par hasard ? » ;
- Zar misliš da je desetak godina vrijeme u kojem se može sve zaboraviti? « Penses-tu vraiment qu’une dizaine d’années suffisent pour qu’on puisse tout oublier ? ».

Dans de telles phrases on peut utiliser certains pronoms indéfinis formés avec i-, qui implique le sens « au moins, du moins » : Je li išta pojeo?, équivalent de Je li makar nešto pojeo? « A-t-il mangé au moins quelque chose ? », Je li te itko čuo?, équivalent de Je li te makar netko čuo? « Au moins quelqu’un t’a-t-il entendu ? »
L’interrogation partielle est construite avec des pronoms et adverbes interrogatifs correspondant aux termes sur lesquels portent les questions (voir plus haut les sections Pronoms et adjectifs interrogatifs et Adverbes interrogatifs).

##### Phrase exclamative
Ce type de phrase également peut être réalisé non seulement par l’intonation, mais aussi à l’aide de la particule li utilisée principalement pour l’interrogation (Lijepa li si! « Comme tu es belle ! ») ou d’une particule spécifique, ta : Ta nismo više djeca! « On n’est quand même plus des enfants ! »

##### Phrase impérative
En général, ce type de phrase exprime l’ordre ou l’interdiction, avec le verbe à l’impératif : Pogledaj mi ruke! « Regarde mes mains ! », Nemojte se ljutiti na njih! « Ne vous fâchez pas contre eux ! »
Il y a aussi des constructions avec le verbe à d’autres formes :
- da + indicatif présent, se référant à la 3e personne : Odmah da dođu svi ovamo! « Que tous viennent tout de suite ici ! » ;
- da + indicatif passé composé, se référant à la 2e personne (ordre ou interdiction plus catégorique) : Da si se smjesta vratio kući! « Rentre tout de suite à la maison ! », Da se nisi ni maknuo, jesi li čuo! « Ne bouge même pas, tu entends? ! »

Un autre type de phrase impérative exprime un vœu ou un souhait :
- avec le verbe au participe actif[59] : Vrag ga odnio! « Que le diable l’emporte’ ! », Zdravi i veseli bili! « Soyez en bonne santé et joyeux ! » ;
- avec da + l’indicatif présent : Da si mi zdrav! « Bonne santé ! » (littéralement « Que tu me sois en bonne santé ! » ;
- avec la particule nek(a) + l’indicatif présent : Neka mi piše! « Qu’il/elle m’écrive ! » ;
- avec kad(a) + le conditionnel présent : Samo kad ne bih ovdje morao sjediti [...] « Pourvu que je ne doive pas rester assis là [...] ».

##### Fonctions syntaxiques
Le sujet grammatical est au nominatif s’il est exprimé par un nom ou un pronom. Vu qu’en croate les personnes se distinguent très bien grâce aux désinences verbales, il n’est pas nécessaire que le sujet soit toujours exprimé par un mot à part. On l’exprime par un pronom personnel si seulement on veut le mettre en évidence. Exemples : Odlazim « Je m’en vais » (sujet exprimé par la désinence), Slično sam mislio i ja « Je pensais la même chose » (sujet exprimé par un pronom personnel aussi).
Avec les verbes biti et imati au sens « exister » employés impersonnellement ou avec la particule présentative evo utilisée en tant que verbe, il y a un sujet logique, qui peut être à d’autres cas que le nominatif :
- au génitif : Bit će bune « Il y aura une révolte », U uglovima ima dima « Dans les coins il y a de la fumée », Evo romana mog kreveta « Voici le roman de mon lit » ;
- au datif : Zima mi je « J’ai froid » (littéralement « Froid m’est »).

Dans le cas d’un verbe copule + attribut, si celui-ci appartient à une classe grammaticale nominale, il peut être non seulement au nominatif (ex. Ja jesam vještac « Je suis vraiment un sorcier »), mais aussi à un autre cas. Avec la copule biti, il peut être :
- un groupe nominal au génitif sans préposition : Starac je [...] bio dobre volje « Le vieillard [...] était bienveillant » ;
- un nom avec préposition : Ja sam bez volje « Je n’ai pas de volonté » (littéralement « Je suis sans volonté ») (au génitif), Još ste vi u snazi « Vous êtes encore en pleine force » (locatif).

Avec d’autres copules, par exemple postati « devenir », l’attribut peut être au cas instrumental sans préposition : Zidovi su postajali sve tamnijima « Les murs devenaient de plus en plus sombres ».
Le sujet et le verbe s’accordent entre eux en nombre, en personne et, aux formes verbales où on utilise le participe actif, en genre également : Gazdarica je ustala « La maîtresse de maison s’est levée ». Par contre, il n’y a pas d’accord avec la copule biti ni avec l’attribut dans la construction présentative avec un pronom démonstratif sujet, qui reste invariable, au neutre nominatif singulier : Ovo je moj drug « C’est mon camarade », No, to bi bila lijepa parada! « Alors là, ce serait une belle parade ! ».
Le complément d’objet direct est en général à l’accusatif (Htio sam razveseliti tetku « J’ai voulu rendre ma tante plus gaie »), mais il est au génitif appelé « partitif » quand il correspond à un complément français avec article partitif ou avec « de » remplaçant celui-ci : Čovjek ima snage onoliko koliko mora imati snage da bi izdržao do svojega kraja. « L’homme a de la force, autant de force qu’il doit avoir pour résister jusqu’à sa fin ».
Le complément d’objet indirect peut être à divers cas, sauf le nominatif et le vocatif, en fonction du verbe régent :
- au génitif sans préposition (d’habitude exigé par des verbes pronominaux) : Sjećate li se Tanje? « Vous souvenez-vous de Tanja ?;
- au génitif avec préposition : Sve zavisi od rezultata « Tout dépend du résultat » ;
- au datif (sans préposition) : Brat bratu, otac sinu, sin ocu neće više vjerovati « Le frère ne croira plus son frère, le père son fils, le fils son père » ;
- à l’accusatif (avec préposition) : Bacio se čovjek u trošak « L’homme s’est jeté dans la dépense » ;
- à l’instrumental sans préposition : Čitava kuća je najednom zamirisala kruhom « Toute la maison commença soudain à sentir le pain » ;
- à l’instrumental avec préposition : S poteškoćama se nije lako boriti « Il n’est pas facile de lutter contre les difficultés » ;
- au locatif (avec préposition) : Sve govore o srcu [...] « Toutes parlent du cœur [...] ».

Quant au complément circonstanciel de lieu exprimé par un nom ou un pronom, il est à mentionner l’utilisation des cas accusatif et locatif. Le premier est employé avec des verbes qui expriment le déplacement vers un lieu, le second avec des verbes qui n’expriment pas le déplacement en général ou expriment un déplacement qui ne s’effectue pas vers un lieu (voir plus haut Prépositions).
Les adjectifs qui peuvent avoir un complément ont également leur régime. Par exemple krcat « chargé, tout plein » demande l’instrumental sans préposition (krcat košarama « chargé de panniers »), željan « désireux » – le génitif sans préposition (Dečko bio željan svijeta « L’enfant désirait voir du/le monde »), umoran « fatigué » – le génitif avec la préposition od, etc. Le génitif avec od peut aussi être utilisé après les adjectifs au degré comparatif : Kamen je tvrđi od zemlje « La pierre est plus dure que la terre ».
Le complément du nom peut être au génitif sans préposition (ugao ulice « le coin de la rue », čaša vina « un verre de vin », čovjek dobre naravi « un homme de bon caractère »), au génitif avec préposition (kutija od šibica « boîte d’allumettes ») ou à un autre cas avec préposition : žena s madežom « la femme au grain de beauté » (instrumental).

##### Ordre des mots
L’ordre des mots dépend du rôle sémantique, de thème ou de rhème, attribué à l’une ou l’autre des parties de la phrase et/ou de l’intention du locuteur d’en mettre en relief une partie ou une autre.

###### Ordre des mots sans mise en relief
Bien qu’en croate l’ordre des mots soit assez libre, il reste une langue SVO, c’est-à-dire l’ordre des mots y est sujet + verbe + objet si les conditions suivantes sont remplies :
1. Le sujet et le complément sont connus des interlocuteurs, la question des rôles de thème et de rhème ne se posant pas.
2. La phrase est déclarative affirmative.
3. Le sujet est exprimé par un mot à part.
4. Le verbe est constitué d’un seul mot.
5. Dans la phrase il y a un seul complément d’objet.
6. La phrase est neutre, c’est-à-dire qu’aucune de ses parties n’est mise en relief.
7. Du point de vue prosodique, les trois termes sont accentués.

Exemple : Narod glasa za republiku « Le peuple vote pour la république ».
L’ordre est le même si, les conditions 2 à 7 restant remplies, par exemple la phrase ci-dessus répond à la question « Que fait le peuple ? », c’est-à-dire dans la réponse, le sujet est thème et le verbe + le complément rhème. En général, le thème précède le rhème.
Dans d’autres situations, l’ordre peut être différent.
Si le sujet est rhème, il se place après le verbe : Za republiku glasa narod « C’est le peuple qui vote pour la république ».
Si on attribue le rôle de thème au complément, il est placé en tête de phrase : Slavko vidi Olgu. Olgu vidimo i mi « Slavko voit Olga. Olga, nous la voyons nous aussi.
Si le verbe est de la catégorie des verbes dits « existentiels », l’ordre est verbe + sujet : Pojavilo se sunce « Le soleil est apparu ».
Si la fonction de verbe est remplie par une particule, elle aussi prend la première place : Evo romana mog kreveta (sujet logique au génitif) « Voici le roman de mon lit ».
Si le verbe exprime l’existence ou la disponibilité du sujet, et que le complément est circonstanciel de lieu ou de temps, celui-ci se place avant le verbe, et le sujet après le verbe : Na stolu leži knjiga « Sur la table il y a (littéralement ”est couché”) un livre », U frižideru ima šunke (sujet logique au génitif) « Dans le réfrigérateur il y a du jambon ».
Si dans la phrase il y a deux compléments, les deux se placent après le verbe : Perušina pruži materi ruku « Perušina tend la main à sa mère ».
Si dans la phrase il y a un ou deux complément(s) circonstanciel(s) exprimés par un/des adverbe(s), il(s) se place(nt) :
- avant le verbe quand celui-ci est à une forme simple : Dragonoška malo jede « Dragonoška mange peu » ;
- entre le verbe auxiliaire et la partie du verbe qui porte son sens lexical, quand il est à une forme composée : Mjesec će noćas kasno izaći « La lune va se lever tard cette nuit ».

D’autres termes de la phrase sont en général le plus près de leur mot régent.
L’épithète est placée avant le mot qu’il détermine : Lišće pada u otvoren bunar « Les feuilles tombent dans le puits ouvert ».
Si un mot a plusieurs épithètes, toutes sont placées avant le mot déterminé, celles ayant un sens plus large précédant celles qui ont un sens plus restreint : Spomenuo bih još neka terminološka rješenja, dijelom preuzeta iz prethodne hrvatske gramatičarske tradicije « Je voudrais encore rappeler quelques solutions terminologiques, en partie reprises à la tradition grammaticale croate antérieure ».
Lorsqu’un adjectif pronominal et un adjectif proprement-dit déterminent un même mot, le premier précède le second : Pokupit će tvoje bijelo platno « Il/Elle achètera ta toile blanche ».
Les adverbes en fonction de complément d’un adjectif sont placés avant ce dernier : Ljudi su ga upotrebljavali u sasvim druge svrhe « Les gens l’utilisaient dans de tout autres buts ».
Le complément du nom exprimé par un autre nom ou par un adverbe est placé après le mot déterminé : Tišina nad Aljmašem ogromna je « Le silence au-dessus de l’Aljmaš est immense », Vratio sam se na poziv odavde « Je suis revenu à un appel d’ici ».

###### Ordre des mots avec mise en relief
Tout terme de la phrase peut être mis en relief par son accentuation plus forte et son placement à une position autre que celle qu’il occupe lorsqu’il n’est pas mis en relief :
- Avec un complément dans la phrase, le sujet se met en relief en le plaçant après le verbe et en mettant le complément avant le verbe : Šunku donosi Slavko « Le jambon, c’est Slavko qui l’apporte ».
- Sans complément, le verbe est mis en relief par son placement avant le sujet : Uređuju željezničari « Ils rangent, les cheminots ».
- Avec un complément, le verbe est mis en relief par son placement après le complément : Slavko Olgu prezire « Slavko méprise Olga » (en français, seule accentuation plus forte du verbe).
- L’attribut se met en relief par son placement avant la copule : Dug je život! « Elle est longue, la vie ! ».
- Pour mettre en relief le complément d’objet direct, on le place avant le verbe : Republikance vodi Stipa « C’est les républicains que Stipa dirige », Ova knjiga zlata vrijedi « C’est de l’or que vaut ce livre ».
- Le complément circonstanciel est mis en relief par son placement en tête de phrase : Sa svakim nešto dijeliš « C’est avec chacun qu’on échange quelque chose ».
- L’épithète est mise en relief par son placement après le mot déterminé : Ivina kuća ima pročelje visoko « C’est une façade haute qu’elle a, la maison d’Ivo ».

###### Place des clitiques
Les enclitiques se placent juste après le premier mot accentué de la phrase : Mi te ništa ne pitamo « Nous ne te demandons rien », Vratio sam se u sobu « Je suis revenu dans la chambre », Jeste li dobro putovali? « Avez-vous bien voyagé ? ». Ils peuvent aussi être placés après des conjonctions reliant des propositions ou après d’autres mots qui introduisent des subordonnées, même atones, sauf i et a (les deux ayant le sens « et ») : Neki su kolege već dobili upalu ... pa su ih operirali « Certains collègues ont déjà fait des inflammations et on les a opérés », Kako ste saznali da ću biti u Zagrebu? « Comment avez-vous appris que je serais à Zagreb ? », Nikada nisam znao gdje sam « Je n’ai jamais su où j’étais ».
Lorsqu’il y a plusieurs enclitiques différents qui se suivent, leur ordre est le suivant :
- particule li + verbe auxiliaire + pronom personnel : Pitam se da li ćete mu vi moći pomoći « Je me demande si vous pourrez l’aider, vous » ;
- pronom personnel + verbe auxiliaire je : Vidio ga je samo jednom « Il ne l’a vu qu’une seule fois » ;
- autre forme enclitique de verbe auxiliaire + pronom personnel : Znao sam da ćete je potražiti « Je savais que vous la chercheriez ».

Quand il y a deux pronoms personnels atones qui se suivent, y compris le pronom réfléchi :
- pronom au datif + pronom à l’accusatif : Dajte mi ga! « Donnez-le-moi ! », On joj se nasmješao « Il lui a souri » ;
- pronom au datif + pronom au génitif : Žao mi ga je « Je suis désolé pour lui » ;
- pronom au génitif + pronom à l’accusatif : Djeca su ga se nagledala « Les enfants en ont eu assez de le regarder ».

Les proclitiques se placent comme suit :
- les prépositions avant le mot avec lequel elles forment un complément : Pismo je držao u ruci « La lettre, il la tenait à la main » ;
- les conjonctions avant le mot qu’ils relient au précédent ou en tête de la proposition qu’elles relient à une autre : Plač i glad na sve strane « Pleurs et famine partout », Moram priznati da će i to biti lijepo « Je dois reconnaître que cela aussi sera beau », Ako ga sretneš, pozdravi ga i od mene « Si tu le rencontres, salue-le de ma part aussi » ;
- la particule ne avant le mot nié : Ne marim ja za to « Je ne m’en fais pas pour ça ». Si le verbe est à une forme composée, le verbe auxiliaire suit ne, contracté avec celle-ci dans le cas de certaines formes (voir plus haut La phrase négative), mais séparé au conditionnel : Kad bi se ljepota sastojala samo u veličini, onda se vodopadi ne bi mogli mjeriti sa Nijagarom « Si la beauté consistait seulement dans la grandeur, alors les cascades ne pourraient pas se mesurer au Niagara ».

#### Propositions subordonnées
Ci-après, quelques constructions croates de proposition subordonnée différentes de celles du français.
La phrase à proposition finale peut se construire de plusieurs façons :
- La plus simple est avec la conjonction da et le verbe à l’indicatif présent avec la valeur du subjonctif présent français : Izađe da se prošeta gradom[62] « Il sort pour se promener en ville ».
- Devant la conjonction da, il peut y avoir l’adverbe zato ou le pronom démonstratif to avec la préposition radi : Oči su zato da gledaju « Les yeux sont pour regarder », Dječak požuri radi toga da prije mraka stigne kući « L’enfant se dépêche pour arriver chez lui avant la tombée de la nuit ».
- Avec la conjonction da, le verbe peut être au conditionnel aussi : Možda sve ovo radim samo zato da bih pokazao svoju superiornost svijetu « Tout cela, je le fais peut-être pour montrer ma supériorité au monde ».
- Avec la conjonction kako, le verbe peut être seulement au conditionnel : Kako se dječak ne bi ugušio, oni na poklopcu ostave otvor velik kao šaka « Pour que le garçon ne s’étouffe pas, ils laissèrent sur le couvercle une ouverture grande comme la paume ».
- On construit également cette subordonnée avec li, le verbe étant au conditionnel forme négative mais sans sens négatif : Ispuhujem dim cigarete u okno ne bih li ga barem malo zatamnio « Je souffle la fumée de ma cigarette vers la fenêtre pour l’assombrir au moins un peu ».

La proposition consécutive peut avoir le verbe à l’indicatif présent (Škola je tako dosadna da svi jedva čekamo svježi zrak, slobodu « L’école est tellement ennuyeuse, que nous attendons tous avec impatience l’air frais, la liberté ») ou au conditionnel présent : Nisam ratnik da bih vjerovao u pobjedu « Je ne suis pas un guerrier pour croire à la victoire ».
La proposition conditionnelle peut se construire comme suit :
- avec la conjonction ako et le verbe à l’indicatif présent : Ako pišeš, misli i na čitatelja « Si tu écris, pense au lecteur aussi » ;
- avec la même conjonction et l’indicatif futur (contrairement au français) : Ako ćete trčati, onda ćete steći kondiciju « Si vous courez, vous serez en forme » ;
- avec la même conjonction et le conditionnel (contrairement au français) : Ako bi itko u Grčkoj mogao reći da je star i sit života, onda bih ja to mogao reći « Si quelqu’un en Grèce pouvait dire qu’il est vieux et qu’il en a assez de la vie, alors c’est moi qui pourrais le dire » ;
- avec la conjonction kad(a)[63] et le conditionnel : Kada bi zemlja bila ravna, vidio bih Afriku [...] « Si la Terre était plate, je verrais l’Afrique » ;
- avec da et l’indicatif : Da ga čujem, mislim da bih umrla « Si je l’entendais, je pense que je mourrais » ;
- avec li et l’indicatif : Pišeš li, onda misli i na čitatelja « Si tu écris, pense au lecteur aussi ».

#### Transformation infinitive
Dans le registre de langue soutenu, il est habituel d’exprimer le procès subordonnée avec le verbe à l’infinitif toutes les fois que cela est possible, généralement lorsque son sujet est le même que celui de son verbe régent, et que celui-ci exprime :
- un état d’âme : Pa kako se nije bojao doći ovako po danu ovamo « Comment se fait-il qu’il n’ait pas eu peur de venir ici en plein jour » ;
- la volonté : On hoće spavati « Il veut dormir » ;
- l’obligation du sujet du verbe régent : Danas moramo otići po onu cijev [...] « Aujourd’hui nous devons aller chercher ce tuyau-là [...] » ;
- la capacité : Nije mogao izdržati « Il n’a pas pu résister » ;
- le commencement/l’arrêt d’une action : Zašto sam – onako mlad – prestao pisati? « Pourquoi ai-je – si jeune – cessé d’écrire ? » ;
- le succès/l’échec : Uspio sam ga uvjeriti « J’ai réussi à le convaincre » ;
- la compétence : Znale su mi mnoge noći oteti počinak « Beaucoup de nuits ont su ravir mon repos » ;
- l’essai : Pokušao sam pokrenuti udove « J’ai essayé de bouger mes membres ».

C’est par l’infinitif également qu’on exprime le procès subordonné à sujet indéfini, lorsque le verbe régent est impersonnel et qu’il exprime l’obligation. C’est ainsi qu’on exprime une obligation générale : Prije svanuća treba sakriti pušku « Il faut cacher le fusil avant l’aube », Valja spasavati obraz grada « Il convient de sauver la face/l’honneur de la ville ».

## Lexique

### Mots hérités du proto-slave
En croate il y a des mots slaves anciens dans les domaines les plus variés : svjet « monde », drvo « arbre, bois », jelen « cerf », čovjek « homme, être humain », glava « tête », mali « petit », mjesto « place », brijati « raser », lov « chasse », pepeo « cendre », orati « labourer », krava « vache », tkati « tisser », stol « table », prag « seuil », trgovati « faire du commerce », put « chemin », boj « combat », otac « père », misao « pensée », plesati « danser », crkva « église », etc.

### Mots des dialectes
Le croate standard étant basé sur le dialecte chtokavien, la plupart des mots proviennent de celui-ci mais il inclut des mots des autres dialectes aussi, tels kukac « insecte », du kaïkavien, ou spužva « éponge » du tchakavien.

### Formation de mots

#### Dérivation
Comme en français, la dérivation, c’est-à-dire l’ajout d’un suffixe ou/et d’un préfixe, parfois l’enlèvement d’un suffixe, est en croate un moyen important de formation de mots. On obtient ainsi des membres nouveaux appartenant à la même famille lexicale que le mot de base.

##### Suffixation
Le moyen le plus fréquent de dérivation est l’ajout ou le remplacement d’un suffixe, qui fournit :
- des noms :
  - à partir de verbes :
    - des noms d’action : izdavati « éditer » > izdavanje « édition », početi « commencer » > početak « commencement », šetati se « se promener » > šetnja « promenade », događati se « se passer, arriver » > događaj « événement », ženiti se « se marier » (action d’un homme) > ženidba « mariage » ;
    - des noms d’agent : slušati « écouter » > slušatelj « auditeur », predavati « donner des conférences » > predavač « conférencier », vladati « régner » > vladar « monarque » ;

  - à partir d’adjectifs : naivan « naïf » > naivnost « naïveté », pun « plein » > punoća « plénitude », tuđ « étranger » > tuđica « mot étranger », pijan « ivre » > pijanstvo « ivresse, alcoolisme » ;
  - à partir d’autres noms :
    - des noms abstraits : susjed « voisin » > susjedstvo « voisinage » ;
    - des noms d’agent : zlato « or » > zlatar « orfèvre », folklor > folkloraš « membre d’ensemble folklorique » ;
    - des noms d’habitants : Kanada > Kanađanin « Canadien », Indija > Indijac « Indien » ;
    - des noms féminins : šef « chef » > šefica « femme chef », bog « dieu » > boginja « déesse », kandidat > kandidatkinja ;
    - des diminutifs : brod « bateau » > brodić « petit bateau », soba « pièce, chambre » > sobica « petite pièce/chambre » ;
    - des augmentatifs : brod > brodina « grand bateau » ;
- des adjectifs :
  - à partir de noms : mir « paix » > miran « paisible », društvo « société » > društven « sociable », beton > betonski « en béton », Amerika > američki « américain », miš « souris » > mišji « de souris », lipa « tilleul » > lipov « de tilleul » ;
  - à partir de verbes : plakati « pleurer » > plačljiv « pleurnichard », objasniti « expliquer » > objašnjiv « explicable », pisati « écrire » > pisaći (stol) « (table de) bureau » ;
  - à partir d’adverbes : tamo > tamošnji « de là-bas » ;
- des verbes :
  - à partir de noms : karta « carte (à jouer) » > kartati se « jouer aux cartes », boja « couleur » > bojiti « colorer », mač « épée » > mačevati se « combattre à l’épée », torpedo « torpille » > torpedirati « torpiller » ;
  - à partir d’adjectifs : gladan « affamé » > gladnjeti « souffrir de la faim », kiseo « aigre » > kiseliti « aigrir » ;
  - à partir d’autres verbes : gurati « pousser » > gurkati « pousser un peu », pjevati « chanter » > pjevuckati « chantonner ».

Voici un exemple de famille lexicale formée par suffixation. À partir du nom drvo « arbre, bois », on obtient de cette façon six mots, dont trois formés à partir de mots déjà suffixés :
drvce « petit arbre »
drven « en bois » > drvenjara « maison en bois »
drvar « bûcher » et/ou « vendeur de bois » :
> drvarica « femme qui coupe ou ramasse du bois »
> drvarnica « resserre à bois »

##### Dérivation régressive
Le croate se caractérise entre autres par la formation de noms à partir de verbes, par dérivation régressive, c’est-à-dire par la suppression de leur suffixe d’infinitif. Exemple : napadati « attaquer » > napad « attaque ».

##### Préfixation
La préfixation est moins productive que la suffixation mais c’est toutefois un procédé important de formation de mots.
Dans le cas du verbe, la préfixation peut être un procédé :
- uniquement grammatical, lorsque le préfixe change seulement l’aspect du verbe sans changer son sens lexical ;
- en partie grammatical et en partie lexical, quand le préfixe change l’aspect et en même temps le sens lexical du verbe (voir plus haut Aspects des verbes) ;
- uniquement lexical.

Dans le cas des mots d’autres classes grammaticales, la préfixation est uniquement lexicale, y compris dans le sens qu’elle ne fait pas passer le mot dans une autre classe grammaticale.
La plupart des préfixes sont des prépositions à l’origine et ils ont des variantes phonétiques déterminées par le son initial du mot préfixé. Par ajout de préfixe, on peut obtenir :
- des noms : učenik « élève » > suučenik « camarade de classe », predsjednik « président » > potpredsjednik « vice-président » (préfixe pod- « sous- », avec dévoisement de [d] par [p]);
- des adjectifs :
  - diminutifs : gluh « sourd » > nagluh « un peu sourd », lud « fou » > sulud « un peu fou » ;
  - augmentatifs : krasan « beau » > prekrasan « très beau » ;
  - négatifs : sretan « heureux » > nesretan « malheuereux » ;
  - autres : posljednji « dernier » > pretposljednji « avant-dernier » (préfixe pred-, avec désonorisation de [d] par [p]);
- des pronoms : tko « qui » > netko « quelqu’un », nitko « personne » ;
- des verbes : baciti « jeter » > izbaciti « jeter dehors », lijepiti « coller » > odlijepiti « décoller », pljuvati « cracher » > popljuvati « cracher sur », dati « donner » > predati « remettre (quelque chose à quelqu’un) », kazati « dire » > pretkazati « prédire », letjeti « voler (dans les airs) » > uletjeti « voler vers l’intérieur » ;
- des adverbes : lako « facilement, légèrement » > olako « de façon irréfléchie », daleko « loin » > predaleko « très loin », jučer « hier » > prekjučer « avant-hier ».

##### Dérivation parasynthétique
Par dérivation parasynthétique, on forme des mots par préfixation et suffixation simultanées. Exemples :
- un nom à partir d’un nom : do- « jusqu’à » + koljeno « genou » + -ica > dokoljenica « bas arrivant jusqu’au genou » ;
- un adjectif à partir d’un nom : bez- « sans » + voda « eau » + -an > bezvodan « manquant d’eau » ;
- un verbe à partir d’un nom : o- + bol « douleur » + -jeti > oboljeti « tomber malade » ;
- un verbe à partir d’un adjectif : o- + bez- + hrabar « courageux » + -iti > obeshrabriti (mot à deux préfixes) « décourager » ;
- un adverbe à partir d’un nom : po- + trbuh « ventre » + -ke > potrbuške « à plat ventre ».

#### Composition
En croate, le procédé de composition est beaucoup plus productif qu’en français. On peut l’appliquer :
- en soudant directement deux mots : duhan « tutun » + kesa « sachet » > duhànkesa « blague à tabac » ;
- en ajoutant le deuxième mot à l’aide d’une voyelle de liaison, généralement o : riba « poisson » + o + lov « chasse » > rȉbolōv « pêche ».

Les éléments du mot composé peuvent être :
- deux noms : duhankesa, ribolov ;
- un nom et un adjectif : krvožedan (< krv « sang » + žedan « assoiffé ») « assoiffé de sang »[67] ;
- un nom et un verbe : dangubiti (< dan « jour » + gubiti « perdre ») « perdre le temps, paresser » ;
- un nombre et un nom : dvostolica (< dva « deux » + stolica « chaise ») « chaise pour deux », prvoborac (< prvi « premier » + borac « combattant ») « combattant des premières heures » ;
- deux nombres : dvadeset « vingt » (littéralement « deux dix »);
- un verbe et un nom : palikuća (< paliti « allumer » + kuća « maison ») « incendiaire »[67] ;
- un adverbe et un adjectif : takozvani « dit » (littéralement « ainsi nommé »);
- un adverbe et un verbe : zloupotrjebiti (< zlo « mal » + upotrjebiti « utiliser ») « abuser de »[67] ;
- une préposition et un nom : nizbrdo (< niz « vers le bas » + brdo « colline ») « en dévalant » ;
- une préposition et un adverbe : udesno (< u « en, dans » + desno « à droite ») « vers la droite » ;
- une préposition et un pronom : zatim (< za « après » + instrumental de to « cela ») « ensuite ».

À côté de ces mots composés, ayant un seul accent, il y en a aussi d’autres, moins soudés, leurs composants gardant leur accent. Ils s’écrivent avec un trait d’union : spȍmēn-plȍča « plaque commémorative », drùštveno-polìtičkī « socio-politique ».

#### Composition + dérivation
Par ce procédé on forme des mots composés et suffixés simultanément. Le suffixe mis à part, ils peuvent avoir pour base :
- un groupe nominal à épithète : srednji vijek « Moyen Âge » > srednjovjekovni « médiéval » ;
- un toponyme du type groupe nominal à épithète > le nom d’habitant de la localité en cause : Stari Grad > Starograđanin ;
- un nom + un verbe : očigledan (< oči « yeux » + gledati « regarder » + -an) « évident » ;
- un adjectif + un nom : oštrouman (< oštar « aiguisé » + um « intelligence » + -an) « intelligent » ;
- un pronom + un nom : ovozemaljski (< ova « cette » + zemlja « terre » + -ski) « de ce monde »[67] ;
- un nombre + un nom : jednosmjeran [< jedan « un » + smjer « sens (de déplacement) » + -an] « à sens unique » ;
- un adverbe + un nom : malokrvan (< malo « peu » + krv « sang » + -an) « anémique »[67] ;
- un adverbe + un verbe : lakomislen (< lako « facilement, légèrement » + misliti « penser » + -en) « léger, irréfléchi »[67].

De la catégorie des mots formés de cette façon font partie également des mots composés + suffixe zéro, c’est-à-dire dont le second élément est un radical. Exemples :
- nom + radical verbal : voda « eau » + voditi « conduire » > vodovod « réseau de distribution de l’eau » ;
- adjectif + radical nominal : lijevi « gauche » + ruka « main » > ljevoruk « gaucher » ;
- adverbe + radical verbal : pravo « droit, correctement » + pisati « écrire » > pravopis « orthographe ».

### Calques
En croate, les calques sont surtout des traductions littérales de mots composés étrangers, suivant les règles de la composition spécifiques au croate. Ainsi, le mot pravopis mentionné plus haut est-il en fait un calque de l’allemand Rechtschreibung et du français orthographe. Autres exemples : vodopad (< voda « eau » + le radical du verbe padati « tomber », cf. allemand Wasserfall) « cascade, chute d’eau » ; kolodvor (< kolo « roue » + dvor « cour », cf. allemand Bahnhoff) « gare » ; kamenotisak (< kamen « pierre » + tisak « imprimerie », cf. allemand Steindruck) « lithographie » ; neboder (< nebo « ciel » + derati « égratigner », cf. anglais skyscraper) « gratte-ciel ». Un exemple de calque qui n’est pas un mot composé mais suffixé, est tvrtka (< tvrd « dur, ferme » + le suffixe -ka, cf. italien firma) « compagnie, société commerciale ».
Parfois le calque n’est que sémantique, c’est-à-dire on donne à un mot déjà existant dans la langue un sens calqué sur un sens du correspondant étranger du mot. C’est le cas de miš « souris » en informatique, sur l’anglais mouse.

### Emprunts
Comme toute langue, le croate aussi a enrichi son lexique par des emprunts à plusieurs langues.  Le lexique du croate fut influencé en premier lieu par les langues voisines, dont des langues romanes, auxquelles il a emprunté plus de mots que d’autres langues slaves du sud. Il conserve des mots du dalmate (aujourd’hui disparu), par exemple tunj « thon » et spužva « éponge ». L’italien a eu dès le Moyen Âge une influence plus importante sur le littoral et les îles de la mer Adriatique, donnant au croate standard des mots tels barka « barque », balkon « balcon », boća « boule au jeu de quilles », influence qui a continué aux époques ultérieures par des mots comme banka « banque », valuta « devise » (terme financier), novela « nouvelle » (genre littéraire), kantautor « chanteur auteur-compositeur-interprète », etc. Plus de mots italiens encore sont présents dans les variétés régionales du littoral et des îles. 
L'allemand a influencé d’abord le croate parlé sur le continent. Parmi les mots de cette origine on peut citer cigla « brique, tuile », krumpir « pomme de terre », logor « camp », šminka « maquillage ». Dans la partie continentale de la Croatie ont pénétré des mots hongrois également, dont dans la langue standard baršun « velours », bunda « manteau de fourrure », gumb « bouton (de vêtement) », karika « anneau, maillon », kočija « voiture (à cheval) ». Le voisinage avec l’Empire ottoman a causé l’entrée dans le croate de mots turcs aussi : boja « couleur », budala « idiot », bunar « puits », čarapa « bas » (vêtement), čelik « acier », džep « poche », jastuk « oreiller », kutija « boîte », majmun « singe », pamuk « coton », rakija « eau-de-vie », šećer « sucre ».
Vers la fin du XIXe siècle on a eu recours à des emprunts à d’autres langues slaves. Du russe on a pris, par exemple, bodar « vigoureux », dozvoliti « permettre », sujevjerje « superstition », točan « exact », vjerojatan « probable ». Au même siècle on a emprunté des mots au tchèque aussi, surtout dans la terminologie technique et scientifique, dont la langue actuelle a gardé entre autres dušik « azote », vodik « hydrogène », vlak « train ».
Les mots d’origine grecque sont principalement internationaux et ne sont pas venus directement de cette langue, mais il y en a aussi de ceux-ci, comme livada « pré ». Exemples de mots internationaux grecs à l’origine : amfora, bakterija, dinastija, filozofija, program, telefon, televizija. Le cas des mots d’origine latine est semblable aux précédents. Les plus anciens viennent du latin d'église et sont d’origine grecque : anđeo « ange », bazilika, euharistija, evanđelje « évangile », katolik. Les plus récents sont internationaux : doktor, estimacija, formula, horor, humus, kontemplacija, memorija, etc.
Le français aussi a donné beaucoup de mots au croate, par exemple bife « buffet », bistro, grupa « groupe », meni « menu ». En croate contemporain, la plupart des emprunts viennent de l’anglais : film, gol « but » (terme sportif), hardver « matériel » (en informatique), marketing, monitor (en informatique), menadžer « manager », tenk « tank », sendvič « sandwich », šou « spectacle », vikend « week-end ».
Parmi les emprunts on peut distinguer des catégories selon leur degré d’assimilation. Aussi y a-t-il :
- des mots qui ne sont plus sentis comme étrangers, étant complètement intégrés au point de vue morphologique : anđeo « ange », boja « couleur », šminka « maquillage », vlak « train » ;
- des mots bien intégrés morphologiquement mais toutefois connus comme étrangers, surtout les mots internationaux d’origine latine, grecque ou anglaise : program, memorija, gol ;
- des mots incomplètement intégrés morphologiquement :
  - terminés en une combinaison de deux consonnes atypique en croate : bicikl, projekt ;
  - terminés en une voyelle atypique (meni « menu », šou « spectacle ») ou auxquels on ajoute les désinences casuelles de façon atypique : bife « buffet », bistro.

### Attitude à l'égard des procédés d’enrichissement du lexique
Au cours de la formation du croate standard il y a eu des périodes où les emprunts entraient plus facilement dans la langue et d’autres où ils étaient acceptés plus difficilement, mais en général, dans la standardisation de la langue, c’est le purisme anti-emprunts qui domine. Cette tendance est visible dès le XVIIe siècle et se maintient au XXIe. Cela se manifeste par le fait que beaucoup de mots sont formés de façon consciente ou calqués par des intellectuels pour éviter les emprunts, et ils entrent dans le lexique standard. De tels mots sont les calques vodovod « réseau de distribution de l’eau » et pravopis « orthographe », mentionnés plus haut, dans les sections Composition et Calques. D’autres exemples de créations conscientes sont glazba « musique », tvornica « usine », učionica « salle de classe », časnik « officier », povijest « histoire » (la science humaine), knjižnica « bibliothèque », proračun « budget »
Dans les périodes de rapprochement entre les standards du croate et du serbe, avant et après la Première Guerre mondiale, puis après la Seconde Guerre mondiale, sous l'influence du serbe dont le standard était plus perméable aux emprunts, ceux-ci ont été plus nombreux en croate aussi. À l’époque de l’État indépendant de Croatie, celui-ci a mis en œuvre une politique radicale de « purification » de la langue et de tels mots ont été remplacés par des mots croates, mais dans la Yougoslavie communiste on est revenu en croate aux mots empruntés. Exemples de tels mots :
funkcionar ~ dužnosnik « fonctionnaire » ;
inventar ~ imovnik « inventaire » ;
propaganda ~ promidžba « propagande » ;
registar ~ upisnik « registre » ;
revers ~ primka « reçu, quittance » ;
telegraf ~ brzojav « télégraphe » ;
telegram ~ brzojavka « télégramme ».
Après la proclamation de la République de Croatie en 1991, le purisme linguistique s’est réaffirmé. La tendance est tout d’abord à remplacer les mots employés en serbe en général et ceux qui rappellent l’ancienne Yougoslavie en particulier, dont beaucoup d’emprunts communs en serbe et en croate, par des mots croates plus anciens, conservés dans le fonds passif et réactivés. Par exemple, parmi ceux cités plus haut, on utilise de nouveau dužnosnik et promidžba. D’autres exemples :
armija ~ vojska « armée » ;
oficir ~ časnik « officier » ;
kasarna ~ vojarna « caserne » ;
ambasador ~ veleposlanik « ambassadeur » ;
fronta ~ bojište, bojišnica « front » (terme militaire) ;
sekretar(ica) ~ tajnik(tajnica) « secrétaire ».
Toutefois, de tels emprunts ne disparaissent pas complètement mais la synonymie avec leurs correspondants faiblit, leurs domaines d’utilisation se différenciant. Par exemple armija est encore utilisé pour les armées étrangères et vojska plutôt pour l’armée croate, ambasador tend à être employé pour des ambassadeurs étrangers ou au sens figuré, et veleposlanik pour les ambassadeurs de la Croatie. Sekretarica apparaît assez fréquemment dans le syntagme telefonska sekretarica « répondeur téléphonique », tajnica tendant à être utilisé pour la personne.
En général, le standard du croate tend à éviter les emprunts, mais le locuteur lambda ne se conforme pas automatiquement au standard. Par exemple, les emprunts à l’anglais sont courants dans le registre familier mais le sont beaucoup moins dans le registre soutenu. À leur place on recommande systématiquement des mots croates formés. Exemples :
boks ~ šakanje (< šaka « poing ») ;
kompjutor, kompjuter ~ računalo (< računati « calculer ») ;
link ~ poveznica (< povezati « relier ensemble ») ;
hardver ~ sklopovlje (< sklop « ensemble d’éléments interconnectés ») ;
tenk ~ oklopnik (< oklop « armure »).
Un autre phénomène à mentionner est l’utilisation en parallèle de paires emprunt – mot croate dans des textes de linguistique, par exemple. Aussi, dans Barić 1997, presque tous les termes linguistiques sont présents de cette façon. Exemples : akcent – naglasak, aspekt – vid, augmentativ – uvećanica, indikativ – izjavni način, ortografija – pravopis, prefiks – predmetak, prezent – sadašnje vrijeme.

### Attitude à l'égard des «serbismes»
Dans les périodes d’éloignement par rapport au serbe, comme celle d’après 1991, les tendances puristes se manifestent à l’égard de mots standard en serbe, soit autochtones, soit empruntés, utilisés par des locuteurs croates aussi mais que le standard croate n’accepte pas. De tels mots sont bioskop – croate kino « cinéma », gas – cr. plin « gaz », izviniti se – cr. ispričati se « demander des excuses », lenjir – cr. ravnalo « règle » (à tracer des lignes), nauka – cr. znanost « science », učestvovati – cr. sudjelovati « collaborer », vaspitati – cr. odgojiti « éduquer », savremen – cr. suvremen « contemporain ». Il n’y a pas d’accord total entre linguistes croates au sujet de ce qu’il faut considérer comme des serbismes. Par exemple, un mot comme gvožđe « fer » est un serbisme pour Anić 2006 et Ćirilov 1992, mais non pas pour Brodnjak 1992, ou ručak « déjeuner » est un serbisme pour Ćirilov, mais non pas pour Brodnjak.

### Sources bibliographiques

#### Sur la langue commune
- (en) Bailyn, John Frederick, « To what degree are Croatian and Serbian the same language? Evidence from a Translation Study » [« Dans quelle mesure le croate et le serbe sont-ils la même langue? Preuve d’une étude de traduction »], Journal of Slavic Linguistics, vol. 18, no 2, 2010,  (ISSN 1068-2090), p. 181-219 (consulté le 6 novembre 2019)
- (hr) Brozović, Dalibor, « Organska podloga hrvatskoga jezika » [« La base organique de la langue croate »], Hrvatski jezik (La langue croate), Zagreb, Institut za hrvatski jezik i jezikoslovlje, 1998 (consulté le 6 novembre 2019)
- (de) Bunčić, Daniel, « Die (Re-)Nationalisierung der serbokroatischen Standards » [« (Re)nationalisation des standards serbocroates »], Kempgen, Sebastian (dir.) Deutsche Beiträge zum 14. Internationalen Slavistenkongress, Ohrid, 2008 [« Participations allemandes au 14e Congrès international des slavistes, Ohrid, 2008 »], Munich, Otto Sagner, coll. Welt der Slaven, 2008, (OCLC 238795822), p. 89-102 (consulté le 6 novembre 2019)
- (en) Greenberg, Robert D., Language and Identity in the Balkans : Serbo-Croatian and its Disintegration] [« Langue et identité dans les Balkans : le serbo-croate et sa désintégration »], Oxford, Oxford University Press, 2004 ; en ligne : Introduction (consulté le 6 novembre 2019)
- (de) Gröschel, Bernhard, Das Serbokroatische zwischen Linguistik und Politik [« Le serbo-croate entre linguistique et politique »], Munich, Lincom Europa, coll. Studies in Slavic Linguistics, no 34, 2009,  (ISBN 978-3-929075-79-3), (OCLC 428012015) ; en ligne : Table des matières du livre (consulté le 6 novembre 2019)
- (en) Kloss, Heinz, « Abstand languages and Ausbau languages » [« Langues abstand et langues ausbau »], Anthropological Linguistics, vol. 9, no 7, 1967, p. 29–41 (consulté le 6 novembre 2019)
- Kordić, Snježana, « Le serbo-croate aujourd’hui : entre aspirations politiques et faits linguistiques » Revue des études slaves, vol. 75, no 1, 2004,  (ISSN 0080-2557), (OCLC 754207802), DOI 10.3406/SLAVE.2004.6860, p. 31-43 (consulté le 6 novembre 2019)
- (sh) Kordić, Snježana, « Policentrični standardni jezik » [« Langue standard pluricentrique »], Badurina, Lada, Pranjković, Ivo et Silić, Josip (dir.), Jezični varijeteti i nacionalni identiteti [« variétés de langue et identités nationales »], Zagreb, Disput, 2009,  (ISBN 978-953-260-054-4), (OCLC 437306433), p. 83-108 (consulté le 6 novembre 2019)
- (hr) Lončarić, Mijo, « Odnosi među standardnim jezicima » [« Les relations entre langues standards »], Virtualni Časopis, Znanstveni institut Gradišćanskih Horvatov, 4 juin 2010 (première publication : 5 décembre 2007) (consulté le 6 novembre 2019)
- (hr) Matasović, Ranko, Uvod u poredbenu lingvistiku [« Introduction à la linguistique comparée »], Zagreb, Matica hrvatska, 2001
- (sh) Mørk, Henning, « Neka pragmatična zapažanja o postojanju srpskohrvatskog jezika jezika »] [« Quelques observations pragmatiques sur l’existence du serbo-croate »], Ostojić, Branislav (dir.), Jezička situacija u Crnoj Gori – norma i standardizacija: radovi sa međunarodnog naučnog skupa, Podgorica 24.-25.5.2007 [« La situation de la langue au Monténégro – norme et standartisation. Travaux du symposium international de Podgorica, 24–25 mai 2007 »], Podgorica, Académie monténégrine des sciences et des arts, 2008,  (ISBN 978-86-7215-207-4), (OCLC 318462699)
- (en) Mønnesland, Svein, « Emerging Literary Standards and nationalism. The disintegration of Serbo-Croatian » [« Standards littéraires émergents. Désintégration du serbo-croate »], Actas do I simposio internacional sobre o bilingüismo, Vigo, Université de Vigo, 1997, p. 1103–1113 (consulté le 6 novembre 2019)
- (en) Nuorluoto, Juhani « The Notion of Diasystem in the Central South Slavic Linguistic Area » [« La notion de diasystème dans l’aire linguistique slave du centre-sud »], communication à Methods XI, XIe conférence internationale sur les méthodes en dialectologie, Université de Joensuu, Finlande, 5-9 août 2002 ; en ligne : résumé (consulté le 6 novembre 2019)
- (en) Šipka, Danko, Lexical layers of identity in Slavic Languages [« Couches lexicales de l’identité dans les langues slaves »], New York, Cambridge University Press, 2019,  (ISBN 978-953-313-086-6), (OCLC 1061308790), (LCCN 2018048005), DOI 10.1017/9781108685795
- Thomas, Louis, « L’intraduisible du BCMS », Artyushkina, Olga et Zaremba, Charles (dir.), Propos sur l'intraduisible, nouvelle édition [en ligne], Aix-en-Provence, Presses universitaires de Provence, 2018,  (ISBN 9791036523830)
- (de) Zanelli, Aldo, Eine Analyse der Metaphern in der kroatischen Linguistikfachzeitschrift Jezik von 1991 bis 1997 [« Analyse des métaphores dans la revue linguistique croate Jezik de 1991 à 1997 »], Hamburg, Dr. Kovač, coll. « Studien zur Slavistik », no 41, 2018,  (ISBN 978-3-8300-9773-0), (OCLC 1023608613), p. 20-21

#### Sur le croate
Sources directes
- (hr) Barić, Eugenija et al., Hrvatska gramatika [« Grammaire croate »], 2e édition revue, Zagreb, Školska knjiga, 1997  (ISBN 953-0-40010-1)
- (en) Browne, Wayles et Theresa Alt, A Handbook of Bosnian, Serbian, and Croatian [« Manuel de bosniaque, serbe et croate »], SEELRC, 2004 (consulté le 6 novembre 2019)
- (en) Corbett, Greville et Browne, Wayles, « Serbo-Croat. Bosnian, Croatian, Montenegrin, Serbian », Comrie, Bernard (dir.), The World's Major Languages [« Les principales langues du monde »], 2e édition, Routledge, 2009  (ISBN 0-203-30152-8), p. 330-346 (consulté le 6 novembre 2019)
- (en) Cox, John K., « Ante Pavelić and the Ustaša State in Croatia » [« Ante Pavelić et l’État oustacha en Croatie »], Fischer, Bernd Jürgen, Balkan Strongmen: Dictators and Authoritarian Rulers of South Eastern Europe [« Hommes forts des Balkans : dictateurs et dirigeants autoritaire de l’Europe du Sud-Est »], West Lafayette (Indiana), Purdue University Press, 2007  (ISBN 978-1-55753-455-2), p. 226-230 (consulté le 6 novembre 2019)
- (en) Grčević, Mario, « Some remarks on recent lexical changes in the Croatian language » [« Remarques sur des changements lexicaux récents en croate »], Lucic, Radovan (dir.), Lexical Norm and National Language. Lexicography and Language Policy in South-Slavic Languages after 1989 [« Norme lexicale et langue nationale. Lexicographie et politique linguistique des langues slaves du sud après 1989 »], p. 150-163. [Die Welt der Slaven. Bd. 14, Hrsg. von Peter Rehder und Igor Smirnov], Munich, Verlag Otto Sagner, 2002 (consulté le 6 novembre 2019)
- (hr) Hitrec, Hrvoje, Stare balkanske zatucanosti [« Vieilles obstinations balkaniques »], Portal Hrvatskoga Kulturnog Vjeća, 17 octobr 2011 (consulté le 15 mars 2023)
- (hr) Hrvatski jezični portal (HJP) (Portail linguistique croate) (consulté le 6 novembre 2019)
- Leclerc, Jacques, « Croatie. (2) La politique linguistique de croatisation », L’aménagement linguistique dans le monde, dernière mise à jour : 11 décembre 2015 (consulté le 6 novembre 2019)
- Le Goff, Jacques, Préface à Ivan Supičić (dir.), Trésors de la Croatie ancienne, des origines à la fin du XIIe siècle, Paris, Académie croate des Sciences et des Arts, Somogy Éditions d’Art, Éditions Antun Gustav Matos, 1999,  (ISBN 2-85056-287-4) (consulté le 15 mars 2023)
- (hr) Midžić, Maja, Srbizmi (Serbismes), 2008 (consulté le 15 mars 2023)
- (hr) Milković, Alen, Normiranje neologizama u hrvatskome jeziku [« Standardisation des néologismes en croate »], thèse de doctorat, Bibliothèque de la Faculté de philosophie de l’Université de Zagreb (consulté le 15 mars 2023)
- (hr) Rujnić-Sokele, Maja, Pravopisni, jezični i terminološki savjeti za izradu studentskih radova [« Conseils orthographiques, langagiers et terminologiques pour les travaux des étudiants »], v. 1.1, Université de Zagreb, Département du traitement des polymères, janvier 2013 (consulté le 15 mars 2023)
- (hr) Samardžija, Marko, « Leksik », Lončarić, Mijo (dir.), Hrvatski jezik [« La langue croate »], Opole (Pologne), Université d’Opole, Institut de philologie polonaise, 1998, p. 133-152 (consulté le 6 novembre 2019)
- (hr) Silić, Josip et Ivo Pranjković, Gramatika hrvatskoga jezika za gimnazije i visoka učilišta [« Grammaire du croate pour les lycées et les écoles supérieures »], Zagreb, Školska knjiga, 2005.
- (hr + en) Tadić, Marko ; Dunja Brozović-Rončević ; Amir Kapetanović, Hrvatski jezik u digitalnom dobu [« Le croate à l’époque numérique »], Springer, 2011 (consulté le 6 novembre 2019)

Sources indirectes
- (hr) Anić, Vladimir, Veliki rječnik hrvatskoga jezika [« Grand dictionnaire de la langue croate »], Zagreb, Novi Liber, 2006
- (hr) Brodnjak, Vladimir Rječnik razlika između hrvatskoga i srpskoga jezika [« Dictionnaire des différences entre les langues serbe et croate »], Zagreb, Školske novine, 1992
- (hr) Ćirilov, Jovan, Hrvatsko – srpski rječnik inačica [« Dictionnaire croate-serbe des doublets »], Zagreb, Hrvatska sveučilišna naklada d.o.o./NIRO “Školske novine”, 1992
- (hr) Franičić, Anđela; Hudeček, Lana; Mihaljević, Milica, Normativnost i višefunkcionalnost u hrvatskome standardnom jeziku [« Normativité et multifonctionnalité dans le croate standard »], Zagreb, Hrvatska sveučilišna naklada, 2005
- (hr) Maretić, Tomo, Hrvatski ili srpski jezični savjetnik [« Conseiller langagier croate ou serbe »], Zagreb, JAZU, 1924